# Wege der Jakobspilger
Die Wege der Jakobspilger sind ein System von ausgeschilderten und in Führern beschriebenen Jakobswegen, die quer durch Europa nach Santiago de Compostela führen. Sie orientieren sich in der Regel an den historisch nachweisbaren Routen mittelalterlicher Jakobspilger, ermöglichen aber auch ein ungestörtes Pilgern abseits verkehrsreicher Autostraßen. 1987 erhob der Europarat die Wege der Jakobspilger in Europa zur ersten europäischen Kulturstraße (Council of Europe Cultural Route). Die Bemühungen um eine Wiederherstellung des Wegenetzes wurden auch von der UNESCO gewürdigt: 1993 erhielten der Camino Francés und 1998 die vier französischen Hauptwege der Jakobspilger den Status eines Weltkulturerbes der Menschheit zuerkannt. Voraussetzung für diese Anerkennung war die Erwähnung im Liber Sancti Jacobi des 12. Jahrhunderts.

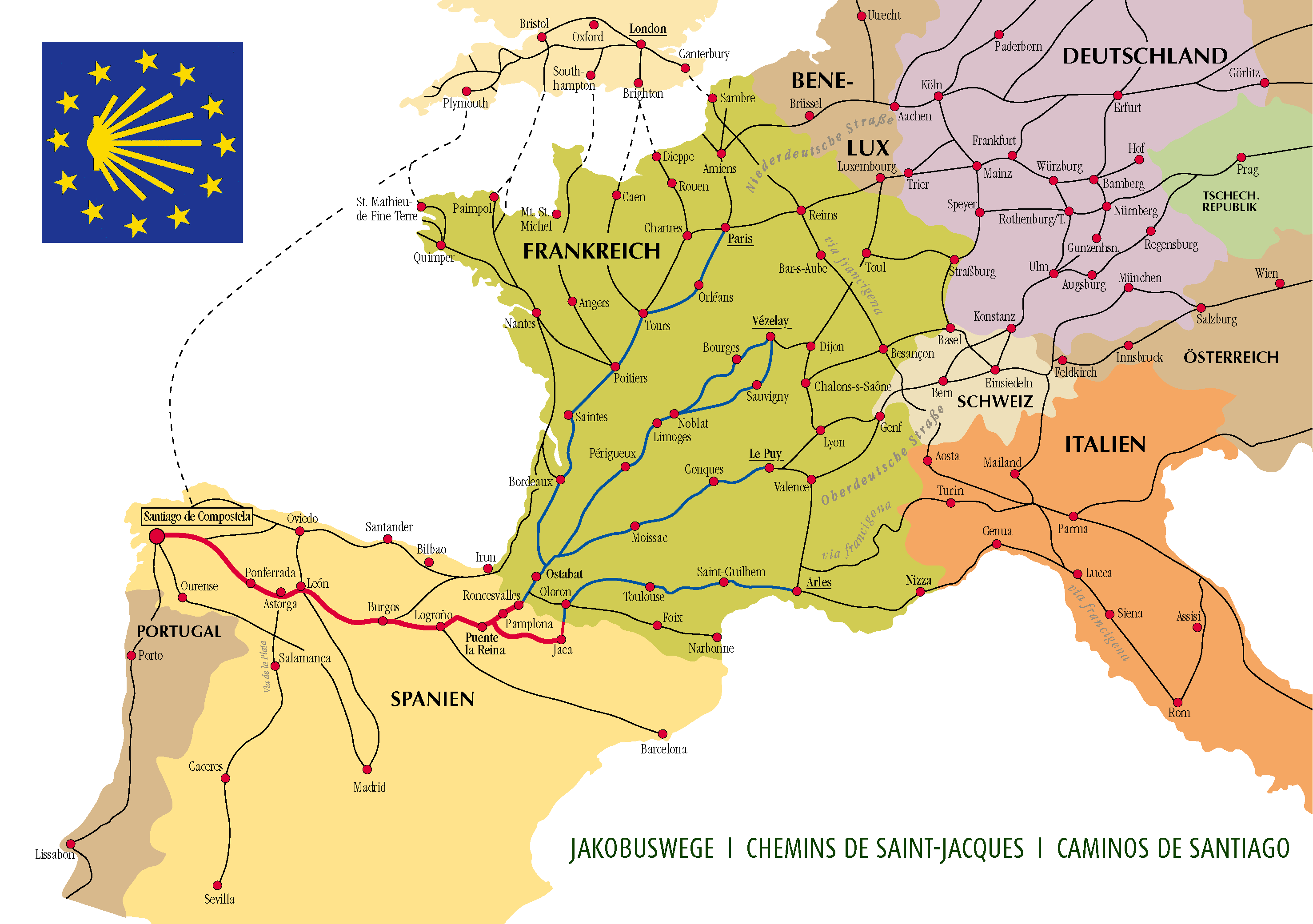
Wege der Jakobspilger

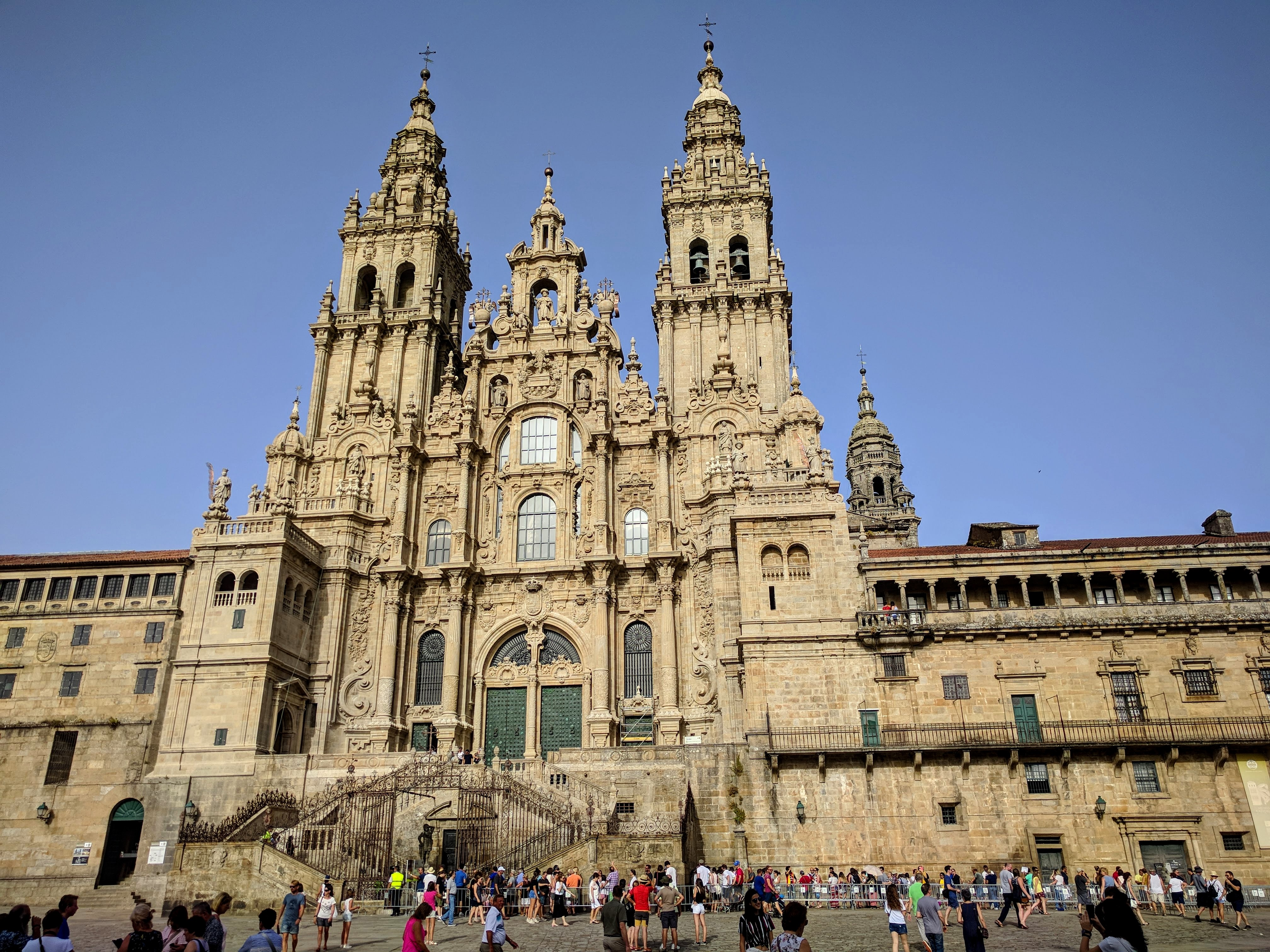
Kathedrale von Santiago de Compostela

## Routenbeschreibungen

### Wege der Jakobspilger in Spanien

#### Camino Francés

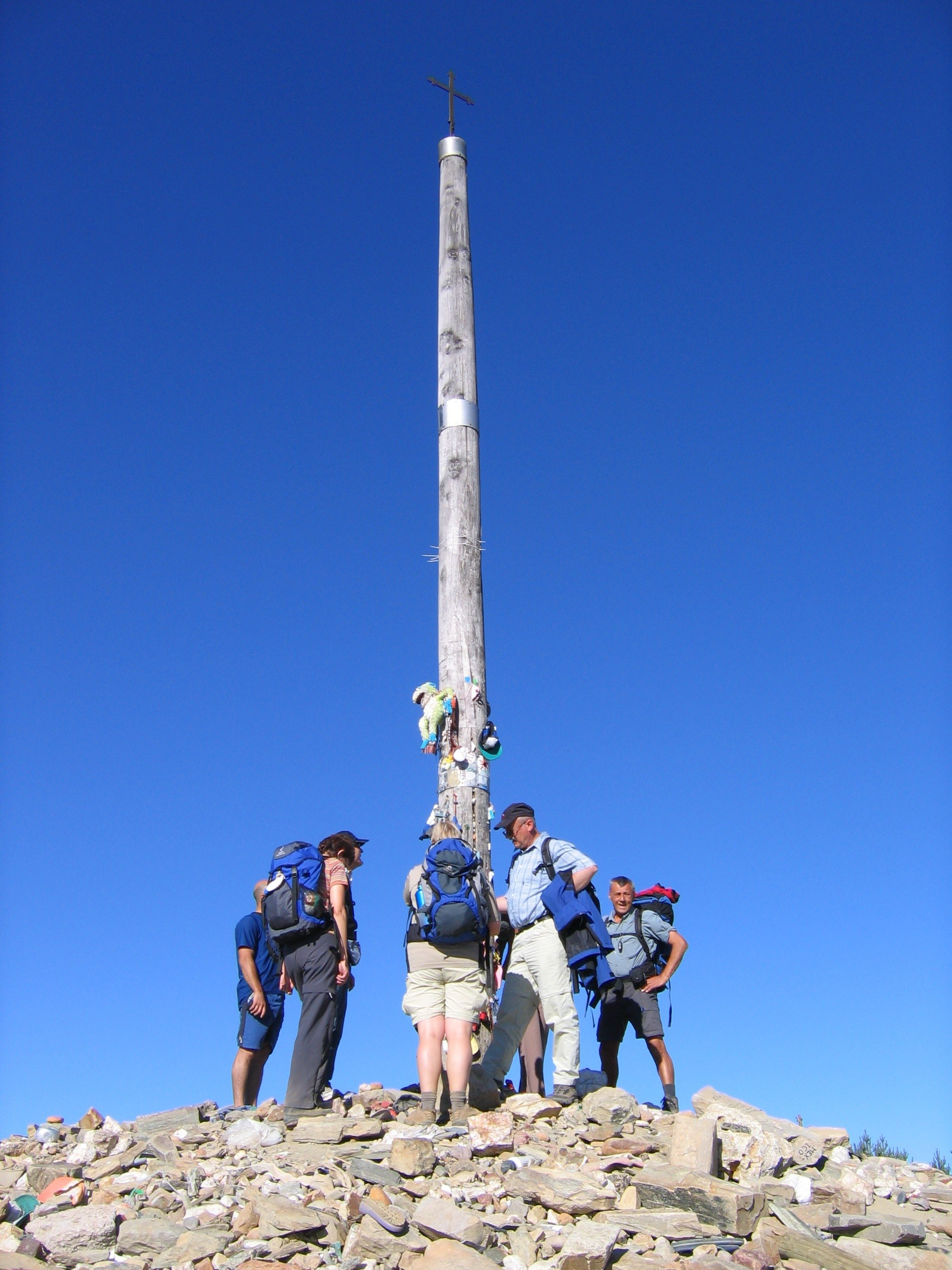
Das Eiserne Kreuz (Cruz de Ferro) vor Ponferrada, an dem viele Pilger einen symbolischen Sorgenstein ablegen

Die Entstehung des Camino Francés, des klassischen Jakobsweges von den Pyrenäen nach Santiago, geht in die erste Hälfte des 11. Jahrhunderts zurück. Seit dem 11. Jahrhundert bemühten sich die Herrscher sämtlicher christlichen Reiche in Nordspanien, durch die Gewährung von Freiheitsrechten, Privilegien und Steuerbefreiungen Siedler aus Frankreich anzuziehen, um den Camino Francés mit Marktsiedlungen auszustatten. Die Bezeichnung Camino Francés, erstmals für das 12. Jahrhundert in Astorga belegt, bezieht sich auf diese Siedler. Von etwa 1050 an häufen sich Hospitalstiftungen durch Könige, Fürsten, Geistliche, Mönchs- und Ritterorden. Um 1130 scheinen entlang des Camino Francés in Abständen von etwa 15 Kilometern Hospitäler bestanden zu haben. Ab dem 14. Jahrhundert wurde die karitative Infrastruktur durch private oder bruderschaftliche Stiftungen kleinerer Herbergen weiter verdichtet.
Der Camino Francés beginnt an den Pyrenäenpässen von Somport (Aragonien) und Roncesvalles (Navarra), von wo zwei Stränge nach Puente la Reina (Navarra) führen. Von dort führt der Weg über Burgos, León und Astorga nach Santiago de Compostela.
Der Weg ist auch als spanischer Fernwanderweg GR-65 markiert.

#### Via de la Plata und Camino Mozárabe
Ein weiterer Weg, die Via de la Plata, hat römische Ursprünge und verband die Häfen Asturiens mit dem Süden Spaniens. In ihrem ca. 900 km langen Verlauf führte sie von Gijón nach Sevilla über Oviedo, Pola de Lena, León, Astorga, Benavente, Zamora, Salamanca, Béjar, Plasencia, Cáceres, Mérida, Almendralejo, Zafra und Santa Olalla del Cala. Das Wort Plata dagegen stammt nicht, wie man meinen könnte, von dem spanischen Wort für „Silber“ ab, sondern geht auf den Ausdruck Bal’latta zurück, der so viel bedeutet wie „breiter gepflasterter Weg“. Der Name de la Plata stammt somit wohl von den römischen Steinplattenbelägen aus der Zeit der Kaiser Tiberius, Trajan und Hadrian, die sich in etwa 7 % des Straßenverlaufs erhalten haben.
Bis zur arabischen Invasion war die Vía de la Plata Hauptverbindungsroute zwischen dem Süden und dem Norden der iberischen Halbinsel. Es ist unsicher, ob die Straße nach der Rückeroberung Sevillas (1248) während der Reconquista als Pilgerstraße genutzt worden ist. In den letzten Jahren wurde sie jedenfalls zwischen Sevilla und Astorga als Jakobsweg ausgewiesen und zunehmend von Pilgern benutzt. Die Vía de la Plata ist auch unter der Bezeichnung GR-100 (einer von ca. 120 spanischen Fernwanderwegen) bekannt.
Der Camino Mozárabe beginnt in Córdoba und trifft in Mérida auf die Via de la Plata. Von da bis Granja de Moreruela (etwa 40 km nördlich von Zamora) ist es ein einziger Weg. In Granja de Moreruela zweigt der Camino Mozárabe westwärts ab und führt in allgemein nordwestlicher Richtung über Ourense nach Santiago de Compostela. (Es ist somit unkorrekt, aber üblich, die Strecke Sevilla–Santiago via Ourense als Via de la Plata zu bezeichnen.) Als Jakobsweg wird vor allem die Strecke von Sevilla aus begangen. In Granja de Moreruela wählen die einen Pilger den nordwärts nach Astorga führenden Weg, der dort auf den Camino Francés trifft, die anderen folgen dem Weg durch das südliche Galicien über Ourense nach Santiago. Beide Wege sind tadellos markiert.

Wegschema der sogenannten „mozarabischen“ Wege nach Santiago de Compostela

Seit den 90er Jahren werden die Via de la Plata und der Camino Mozárabe häufiger begangen. Es sind aber immer noch vergleichsweise wenige Pilger, die diese Wege wählen.

#### Camino del Norte / Camino de la Costa  – Der Küstenweg / nördliche Weg

Küstenabschnitt bei Liendo-Kantabrien

Der Küstenweg Camino de la Costa beginnt an der französisch-spanischen Grenze bei Hendaye (baskisch: Hendaia) an der Brücke „Puente De Santiago“. Hier ist der Jakobsweg noch nicht so gut ausgebaut wie in Galicien. Man muss die gelben Pfeile noch suchen, anstatt wie in Galicien nach Monolithen mit der Jakobsmuschel und Kilometerangabe zu pilgern.
Der Küstenweg durchquert die spanischen Regionen Baskenland, Kantabrien, Asturien bis nach Galicien.
Der Camino de la Costa durchquert die Orte: Hendaye, San Sebastián/Donostia, Zarautz, Deba, Marquina, Xemein, Gernika, Bilbao, Portugalete, Onton, Castro Urdiales, Islares, Laredo, Noja, Santander, Santillana del Mar, San Vicente de la Barquera, Comillas, Unquera-Bustio, Llanes, San Esteban, Ribadesella, Sebrayo, Vega de Sariego, Gijón, Avilés, Soto de Luiña, Cadavedo, Luarca, La Caridad, Almuna-Luarca, Tapia de Casariego.
Auf diesem Weg ist von San Vicente de la Barquera ein Abstecher nach Potes, zum Kloster Santo Toribio de Liébana, möglich. Hier wird als Reliquie der größte Teil des Kreuzes Christi aufbewahrt. Dieses Kloster ist neben Jerusalem, Rom, Santiago de Compostela und Le Puy einer der wenigen Pilgerorte mit dem Privileg eines Heiligen Jahres. 2006 war solch ein heiliges Jahr für Santo Toribio. Bemerkenswert auf diesem Weg sind auch die alten präromanischen Bauwerke der asturischen Romanik aus dem 9. Jahrhundert, die sich in der Nähe von Oviedo befinden. Ab Oviedo ist es auch möglich, auf dem Camino Primitivo weiter zu gehen (siehe dort).
Ab der Brücke in Ribadeo heißt der Küstenweg auch der Camino del Norte. Weiter auf dem Weg liegen die Ortschaften: Gondán (Barreiros), Vilanova (Lourenzá), Mondoñedo, Abadín, Vilalba, Baamonde (Begonte) und Sobrado dos Monxes. In Arzúa geht er in den französischen Weg nach Santiago de Compostela über.
Der Ursprung dieses Pilgerweges entlang der asturisch-galicischen Küste nach Santiago de Compostela geht auf die Entdeckung des Apostelgrabes um 820 zurück. Die Wege des früheren Königreiches Asturien waren mit die ersten, über die Pilger nach Santiago pilgerten. Bevor die Monarchen im 11. und 12. Jahrhundert den Französischen Weg als Hauptweg förderten, um die christlichen Königreiche des Nordens zu verbinden, erfreute sich die Küstenstrecke einer ähnlichen Beliebtheit wie die anderen „ursprünglichen“ Pilgerwege. Nach der Rückeroberung (reconquista) großer Gebiete im Norden der Iberischen Halbinsel durch die Christen verlor der Küstenweg allmählich an Bedeutung.

#### Camino Vasco del Interior
Der Camino Vasco del Interior verläuft von der französisch-spanischen Grenzstadt Irun, wo er sich vom Camino de la Costa trennt, durch das Innere des Baskenlandes bis nach Santo Domingo de la Calzada, um sich dort mit dem Camino Francés zu vereinen. Etappen auf diesem Weg sind Irun, Andoain, Beasain, Zalduondo, Vitoria-Gasteiz, La Puebla de Arganzón, Briñas und Santo Domingo de la Calzada. Der Weg überquert zwischen Beasain und Zalduondo den Aitzkorri-Gebirgszug durch den Tunnel von San Adrián.

#### Camino Inglés
Der Camino Inglés beginnt einerseits in Ferrol, andererseits in La Coruña. Von beiden Städten her führt der (gut markierte) Weg nach Betanzos und von dort südwärts nach Santiago de Compostela. Der etwa 100 km lange Weg wurde früher von den in den erwähnten Städten landenden Engländern begangen. Heute sind es nur wenige Pilger, die den „englischen Weg“ gehen.

#### Camino Primitivo
Ein fast vergessenes Verbindungsstück zwischen dem Küstenweg und dem klassischen Camino Francés stellt dieser älteste Teil aus dem 9. und 10. Jahrhundert dar. Er wurde in seiner Bedeutung bald vom Camino de la Costa und dem Camino del Norte sowie später vom Camino Francés überholt und nur noch gelegentlich als alternative Route genutzt. Vor wenigen Jahren wurde die 228 km lange Strecke durch das Engagement der Jakobusvereinigung von Oviedo und mit Unterstützung der asturischen Landesregierung ausführlich beschildert und mit Herbergen versehen.
Der Camino Primitivo führt von Oviedo über Grado, Salas, Tineo, Lago, Grandas de Salime, A Fonsagrada und Castroverde nach Lugo. Dabei werden verschiedene Pässe mit bis zu 1200 m Höhe überquert. Von Lugo führt ein Zubringer von 49 km über San Román bei Melide auf den Camino Francés. Es kann auch über Santa Eulalia de Bóveda nach Sobrado dos Monxes gegangen werden (56 km) und von dort aus den letzten Teil des nördlichen Weges zu beschreiten.

#### Camino Catalán
Als Camino Catalán (auch Ruta Catalana) wird der Jakobsweg durch Katalonien bezeichnet. Er zweigt in Perpignan von der Via Tolosana ab und führt über Barcelona und Lleida in Richtung Logroño und vereinigt sich dort mit dem Camino Francés.

#### Camino de Madrid
Der Camino de Madrid (auch Ruta Jacobea de Madrid) verbindet die spanische Hauptstadt Madrid mit dem Camino Francés. Er führt auf einer Länge von 354 Kilometern von Madrid über Valladolid nach Sahagún, wo er auf den Camino Francés trifft.

#### Camino de Invierno
Der Camino de Invierno (Weg des Winters) ist ein Pilgerweg nach Santiago de Compostela, der seit dem 12. Jahrhundert belegt ist und benutzt wurde, um das in den Wintermonaten kaum passierbare Bergmassiv des Cebreiro zu umgehen. Die Route verlässt in Ponferrada den Camino Francés und mündet in der Nähe von Lalín in den Camino Sanabrés. Durch diesen Weg sollen die letzten 100 Kilometer des Camino Francés entlastet werden.

#### Camino a Fisterra
Als Camino a Fisterra (auch Camino Finisterre) wird der verlängerte Jakobsweg von Santiago de Compostela zum Kap Finisterre (galicisch Fisterra) bezeichnet.

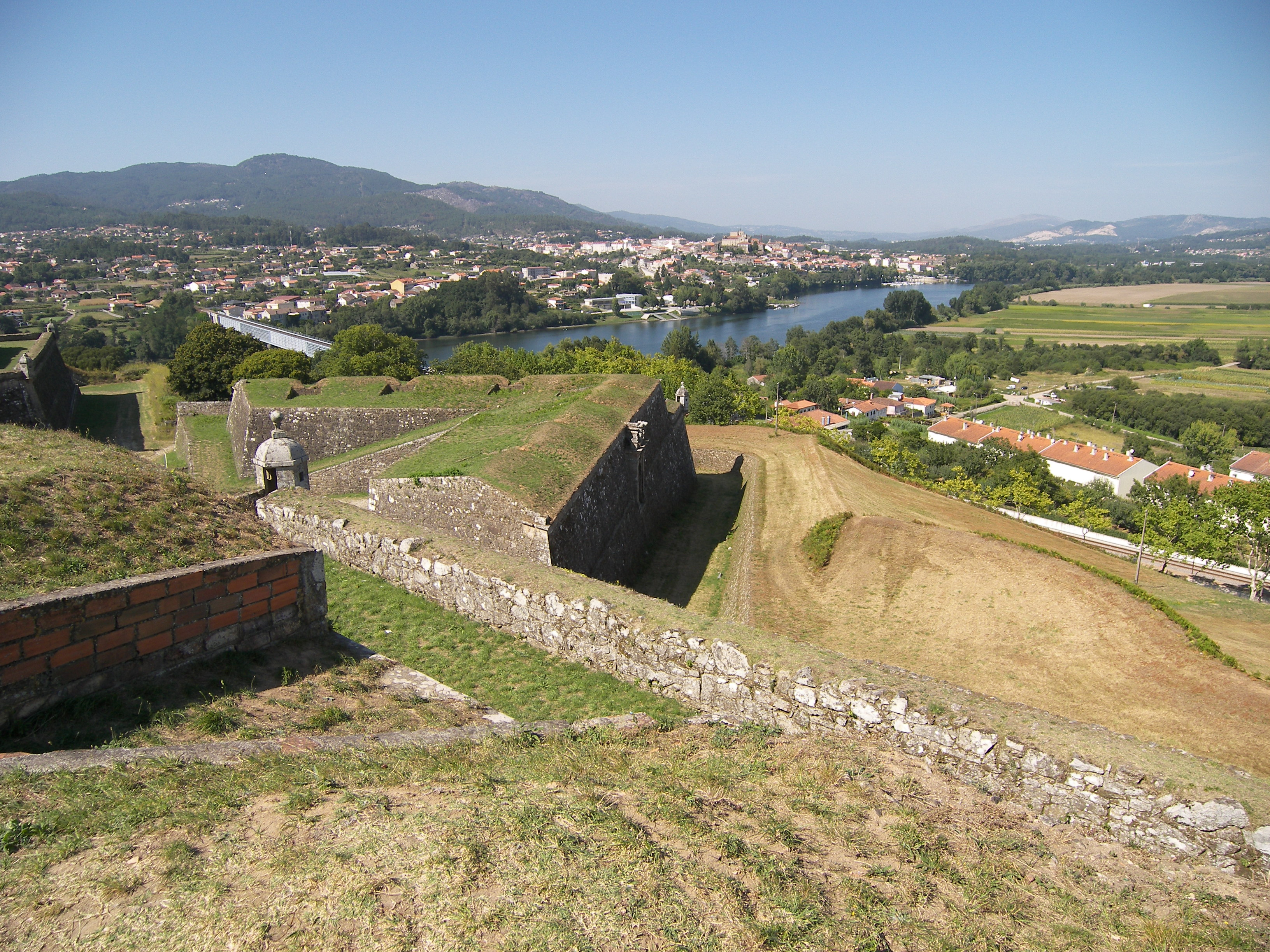
Blick von den Mauern Valenças über den Rio Minho nach Tui

### Wege der Jakobspilger in Portugal
Durch Portugal führen zwei bekannte Jakobswege. Die küstennahe Strecke, der Caminho Português, nimmt seinen Ausgang in Lissabon und führt nordwärts über Coimbra und Porto nach Galicien. Zwischen Porto und Tui überquert der Weg die Flüsse Rio Lima und Rio Minho. Der Minho ist der Grenzfluss zwischen den beiden sich gegenüber liegenden Städten Valença (Portugal) und Tui (Spanien). Als letztes muss der Fluss Rio Ulla bei Padrón überschritten werden. Die Distanz von Porto nach Santiago beträgt 232 Kilometer, davon entfallen auf das portugiesische Teilstück 117 und auf die galicische Strecke 115 Kilometer. Auf spanischem Boden ist der Pilgerandrang erfahrungsgemäß wesentlich größer als in Portugal, da viele spanische Pilger ihre Pilgerreise erst in Tui beginnen. Dementsprechend voll sind die Pilgerherbergen in Galicien.
Die weiter im Landesinneren Portugals gelegene Via Lusitana führt von Vila Real de Santo António im Süden Portugals kommend über Lamego, Chaves und das galicische Ourense nach Santiago.

### Wege der Jakobspilger in Frankreich

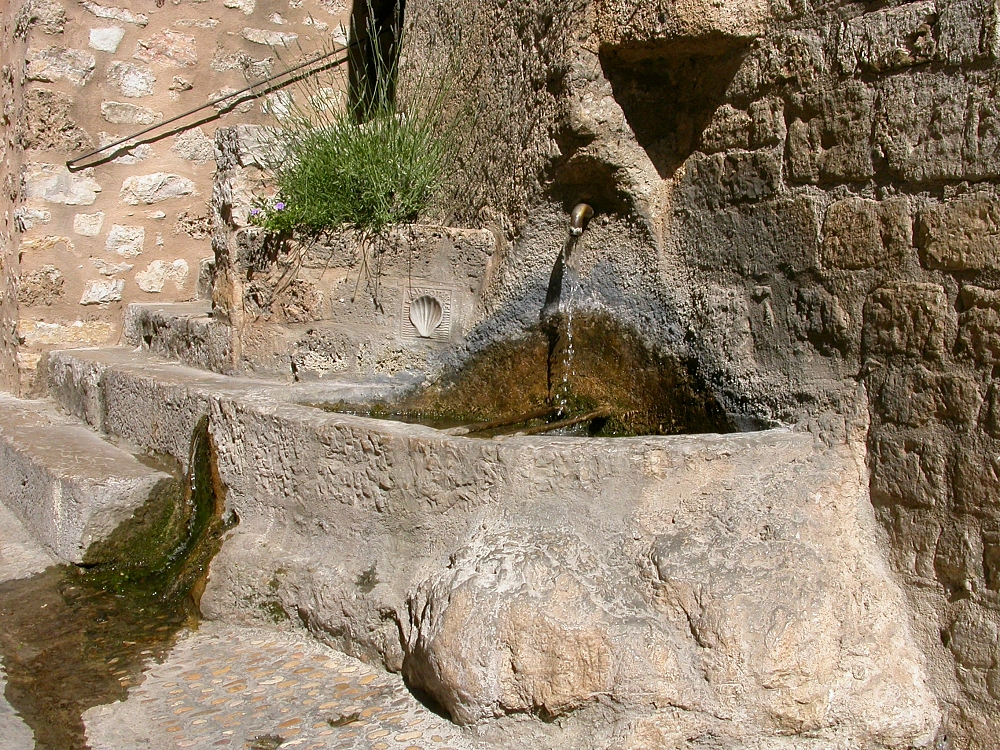
Saint-Guilhem-le-Désert

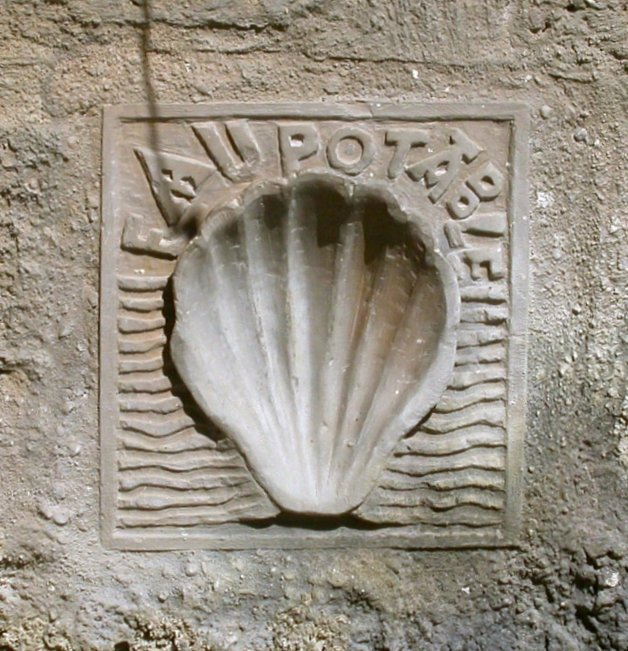
Saint-Guilhem-le-Désert

Der Pilgerführer im 5. Buch des Codex Calixtinus (12. Jahrhundert) nennt vier Jakobswege, die in Paris (Via Turonensis), Vézelay (Via Lemovicensis), Le Puy (Via Podiensis) und Arles (Via Tolosana) ihren Ausgang nehmen, um vor bzw. nach den Pyrenäen zusammenzukommen.
An ihrer Wegeführung lagen zahlreiche Gräber von Heiligen, so St. Martin in Tours, St. Hilarius in Poitiers und St. Eutropius in Saintes an der Via Turonensis, St. Leonhard in Saint-Léonard-de-Noblat und St. Front in Périgueux an der Via Lemovicensis, die hl. Fides in Conques an der Via Podiensis oder St. Ägidius in St. Gilles und St. Saturninus in Toulouse an der Via Tolosana. Diese Streckenführungen hatten über Jahrhunderte Gültigkeit. Darüber hinaus entwickelte sich ein dichtes Netz weiterer Wege. Eine Pilgerlandkarte des Graphikers Daniel Derveaux aus dem Jahr 1975 hält die französischen Wege nach den Forschungen des langjährigen Präsidenten der französischen Jakobus-Gesellschaft, Marquis Renè de la Coste-Messelière, fest.
Auf diesen Grundlagen werden seit einigen Jahren die französischen Jakobswege als Fernwanderwege – „Sentiers de Grande Randonnée“ (GR) – wiederbelebt. Der GR 65 führt von Genf über Le Puy nach Saint-Jean-Pied-de-Port und entspricht im ersten Teil bis Le Puy der Via Gebennensis, ab Le Puy der Via Podiensis. Von Namur führt der GR 654/6542 (Via Lemovicensis) über Reims, Vézelay und Limoges nach Montréal-du-Gers, wo er auf die Via Podiensis stößt. Der neu eingerichtete GR 655 verläuft von Tours entlang der Via Turonensis über Poitiers und Saintes nach Mirambeau. In Arles beginnt die Via Tolosana als Fortsetzung einerseits des von Genf her durch das Rhonetal kommenden Weges und andererseits des Weges, der der italienischen Riviera und der französischen Côte d’Azur folgte (Voie aurélienne) bzw. der vom Col de Montgenèvre her kommenden Voie domitienne. Der Weg verläuft westwärts über Montpellier und Toulouse, von dort südwärts über Auch und Oloron-Sainte-Marie und weiter über den Col du Somport nach Jaca, und von dort wieder westwärts, als Camino aragonés, nach Puente la Reina, wo er auf den Camino Francés trifft.
Im Elsass führt ein Jakobsweg von Wissembourg über Straßburg und Thann nach Belfort.
In der Franche-Comté führt der Weg weiter nach Gy, wo er wahlweise in Richtung Vézelay oder über Dole und Cluny in Richtung Le Puy weitergeht.

### Wege der Jakobspilger in Belgien, den Niederlanden und Luxemburg
Die Routen der Jakobspilger in Belgien verliefen entweder von dem niederdeutschen Sammelpunkt Aachen oder von den großen flämischen Handelsstädten Brügge, Gent und Antwerpen in südlicher Richtung nach Nordfrankreich und Paris, wo sie in der Via Turonensis mündeten. Der Servitenmönch Hermann Künig aus Vacha beschrieb 1495 in Sant Jacobs Straß den Weg von Aachen nach Paris und bezeichnete ihn als Niederstraße.
Heute existieren auf dieser Grundlage zwei ausgeschilderte Wege in Belgien, die in „Topo-Guides du Sentier“ beschrieben sind:
- Die „Via Gallia Belgica“ von Hélécine über Marolles und Nivelles nach Saint-Quentin, welche die beiden Hauptstädte Brüssel und Paris verbindet.
- Die „Via Mosana“ als Fortsetzung der rheinischen Wege im Maastal. Sie führt von Aachen über Lüttich und Huy nach Namur, wo sie Anschluss an den nordfranzösischen Weg GR 654/6542 nach Vézelay findet.

In den Niederlanden besteht ein Weg entlang der Maas, der 2004 als gemeinsames niederländisch-deutsches Projekt eröffnet wurde. Er führt von Millingen am Rhein über Goch, Kevelaer, Venlo, Roermond, Maaseik und Maastricht nach Lüttich, wo er an die „Via Mosana“ anschließt. Grundlage für die Wegeführung war die historische Handelsstraße am östlichen Ufer der Maas.
Pilger aus Nordeuropa durchquerten im Mittelalter auch das heutige Luxemburg. Einige Funde, wie etwa eine Jakobsmuschel in einer Grabstätte in Grevenmacher, bezeugen dies. Von Aachen und Trier kommend folgten die mittelalterlichen Pilger vermutlich den alten römischen Trassen in Richtung Arlon, Reims und Metz, um so zu den historischen Pilgerwegen Via Podiensis (ausgehend von Le-Puy-en-Velay), Via Turonensis (Orléans), Via Lemovicensis (Vézelay) zu gelangen. Dort, wo der Jakobskult in Luxemburg gepflegt wurde, führt der Weg vorbei. Als Beispiel seien genannt, Münschecker, Roodt-sur-Syre, der Jakobsberg „Jokesbierg“ bei Bech. In den Weg angebunden wurden auch bekannte Pilgerstätten wie das Grab des heiligen Willibrordus in Echternach oder die erst in der Neuzeit entstandenen Wallfahrtsorte wie die Kathedrale von Luxemburg.

### Wege der Jakobspilger in Großbritannien
In Großbritannien kümmert sich die Confraternity of St. James (London) um die Erforschung der Pilgerwege nach Santiago de Compostela. Als erstes rekonstruierte sie den Pilgerweg von Droitwich, Worcestershire nach Bristol, der südwestenglischen Hafenstadt gegenüber der Südküste von Wales.
Der wichtigste Hafen, an dem sich die Pilger nach La Rochelle, Bordeaux oder A Coruña eingeschifft haben, war Southampton an der englischen Südküste. Ein vielgegangener, heute wieder ausgeschilderter Pilgerweg führt von London aus dorthin.
Ein weiterer, längerer Pilgerweg wurde von London über Canterbury nach Dover, wo man nach Calais übersetzen kann, ausgeschildert. Diese Route ist bereits im 14. Jahrhundert von Geoffrey Chaucer in seinen Canterbury Tales beschrieben worden.

### Wege der Jakobspilger in Italien
Der wichtigste Pilgerweg in Italien ist die Via Francigena, die sowohl von Pilgern nach Rom wie nach Santiago de Compostela benutzt worden ist. Erstmals erwähnt wurde diese Straße von Sigerico, Erzbischof von Canterbury, der im Jahre 990 in 79 Tagen von Canterbury nach Rom reiste. Die Straße ist nach den Franken, d. h. Franzosen benannt, die auf dieser Route nach Rom unterwegs waren. In nördlicher Richtung nimmt sie von Rom aus folgenden Verlauf: Rom, Viterbo, Siena, San Gimignano, Lucca, Pontremoli, Parma, Piacenza, Pavia, Vercelli, Aostatal, Grosser St. Bernhard. Santiagopilger bogen in Richtung Genua ab, um in Arles auf die „Via Tolosana“ zu stoßen.
Neben Pilgern und Kaufleuten wurde die Straße auch von den römisch-deutschen Königen benutzt, die zur Kaiserkrönung nach Rom ritten. Die Via Francigena war daher einer der wichtigsten Kommunikationswege des mittelalterlichen Europas.
1994 wurde die Via Francigena nach dem Vorbild des Camino de Santiago feierlich vom Europarat zur „Kulturstraße Europas“ ernannt. Rechtzeitig zum Heiligen Jahr 2000 in Rom wurde die Route ausgeschildert.

### Wege der Jakobspilger in der Schweiz

Beschilderung der Via Jacobi in der Schweiz

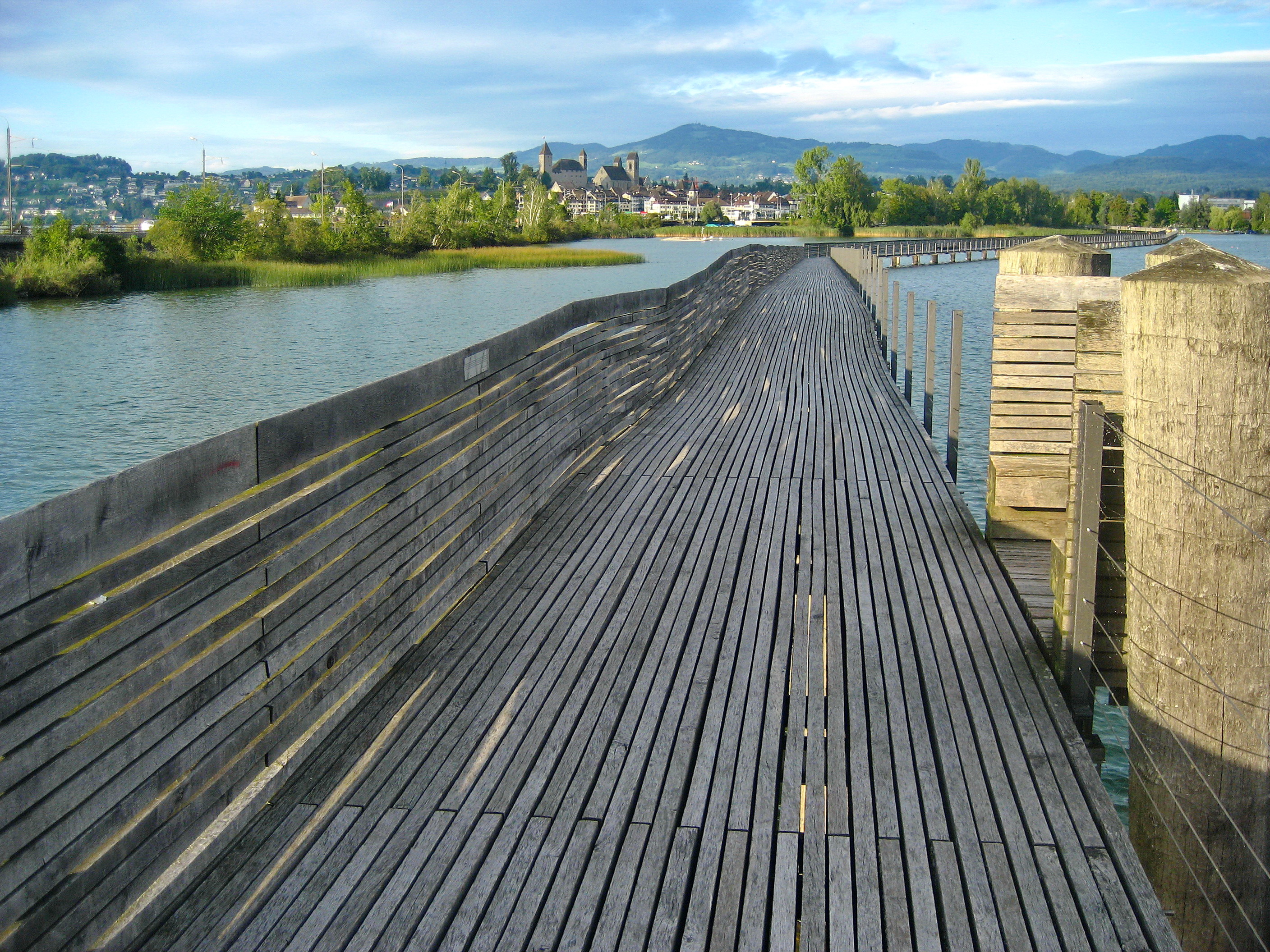
Sicht vom Pilgersteg auf Rapperswil-Jona, links der Seedamm (September 2006)

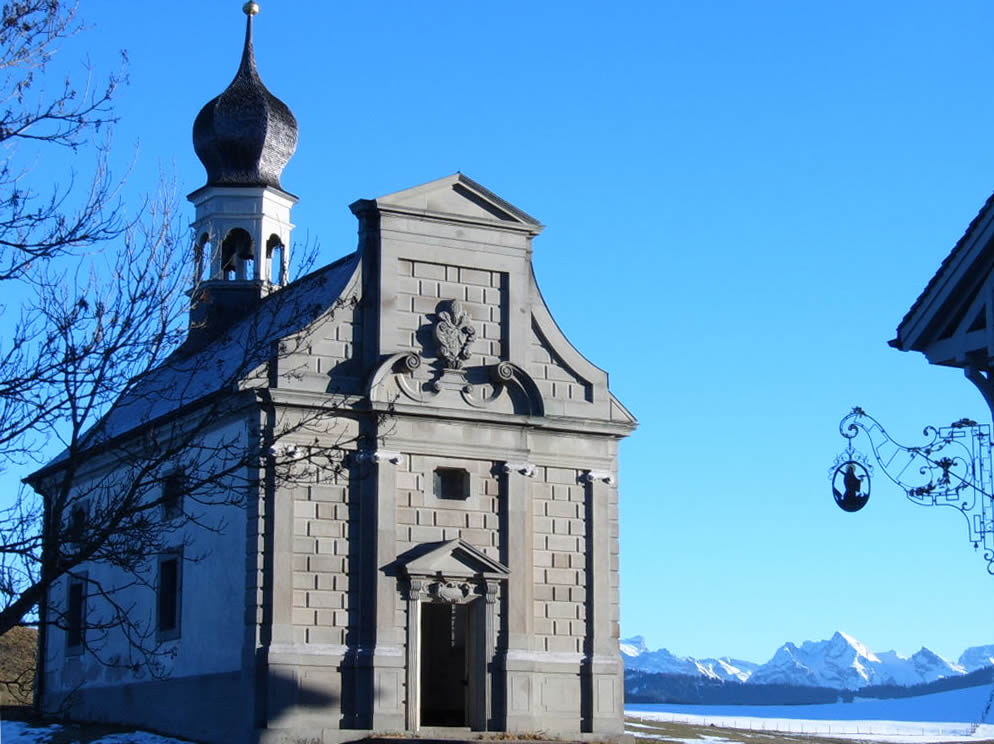
St. Meinrad-Kapelle auf dem Etzelpass am Jakobsweg

Durch die Schweiz führt ab Konstanz der Schwabenweg via Fischingen (TG), das Tösstal im Zürcher Oberland nach Rapperswil-Jona. Dort oder auf dem Etzelpass vereinigt er sich mit dem St. Galler Weg, ehemals Appenzeller Weg genannt. Der St. Galler Weg nimmt die Pilger herkommend von München über Lindau oder Bregenz auf. Von Bregenz führt der Weg über St. Margrethen nach Rorschach. Dort stoßen die Pilger von Lindau her dazu. Weiter führt der Pilgerweg nach St. Gallen, Herisau, St. Peterzell. Dort mündet der Appenzeller Weg ein. Er wurde am 1. Mai 2008 eröffnet. Der Weg beginnt im vorarlbergischen Rankweil und führt über Oberriet, Appenzell, Jakobsbad und Urnäsch. Ab St. Peterzell geht der Weg weiter nach Wattwil, Neuhaus SG.
Ab Neuhaus gibt es zwei Varianten. Eine führt über Rapperswil, die andere über Schmerikon und Lachen SZ zum Etzelpass nach Einsiedeln.
Ab Rapperswil verläuft der Weg über den Holzsteg Rapperswil–Hurden nach Pfäffikon über den Etzel bis nach Einsiedeln. Von dort geht es weiter nach Schwyz und Brunnen.
Der Bündner Weg übernimmt in Müstair die Pilger aus dem Südtirol und führt sie via Lü über den Pass Costainas ins Engadin nach S-charl. Von dort weiter über Scuol, Zernez, Dürrboden nach Davos, Chur, Disentis und über den Chrüzlipass nach Amsteg. In Brunnen trifft der Bündner Weg auf den Schwabenweg und Appenzeller Weg bzw. St. Galler Weg.
ViaStans, Flüeli-Ranft und über den Brünigpass nach Interlaken (BE), Schwarzenburg (BE), Freiburg, Romont (FR), Moudon (VD), Lausanne erreicht man Genf. Eine Variante, der Luzerner Weg, verläuft ab Brunnen über Luzern, Wolhusen, Huttwil und Burgdorf und mündet in Riggisberg in den Weg herkommend vom Brünigpass ein.
Von Konstanz bis Brunnen ist die Wegstrecke weitgehend identisch mit dem Europäischen Fernwanderweg E1.
In der Schweiz sind die meisten Jakobswege als nationale Wanderroute 4 ViaJacobi von Wanderland Schweiz in beide Richtungen ausgeschildert. Der Heimweg von Santiago weg ist mit einem quadratischen grünen Kleber auf gelben Richtungsweisern gekennzeichnet. Der Weg in Richtung Santiago ist durch einen quadratischen grünen Kleber mit zwei blauen Rändern und der Aufschrift 'Wege der Jakobspilger' sowie dem internationalen Zeichen für die Jakobswege (Muschelstern) und der Zahl '4' signalisiert. Wo auf einer Kreuzung der Weg geradeaus führt, ist kein Kleber angebracht.
Der Anschlussweg ab Genf führt nach Le Puy-en-Velay.

### Wege der Jakobspilger in Deutschland
Spezielle Wege für Jakobspilger sind in Deutschland erst in der Neuzeit angelegt worden. Im Hochmittelalter und Spätmittelalter verwendeten die Pilger das bestehende Straßensystem. Es bestand aus den sogenannten Altstraßen; den Reichsstraßen, Weinstraße, Heerstraßen und Hellwegen. Die Wahl der Wegstrecke wurde durch die Infrastruktur an diesen Wegen bestimmt. Von den Pilgern bevorzugt wurden Handelswege, an denen Klöster, Hospitäler und Herbergen die Versorgung gewährleisteten. Anhand von Belegungsverzeichnissen lassen sich die Wege der Jakobspilger in Deutschland rekonstruieren.

#### Norddeutschland

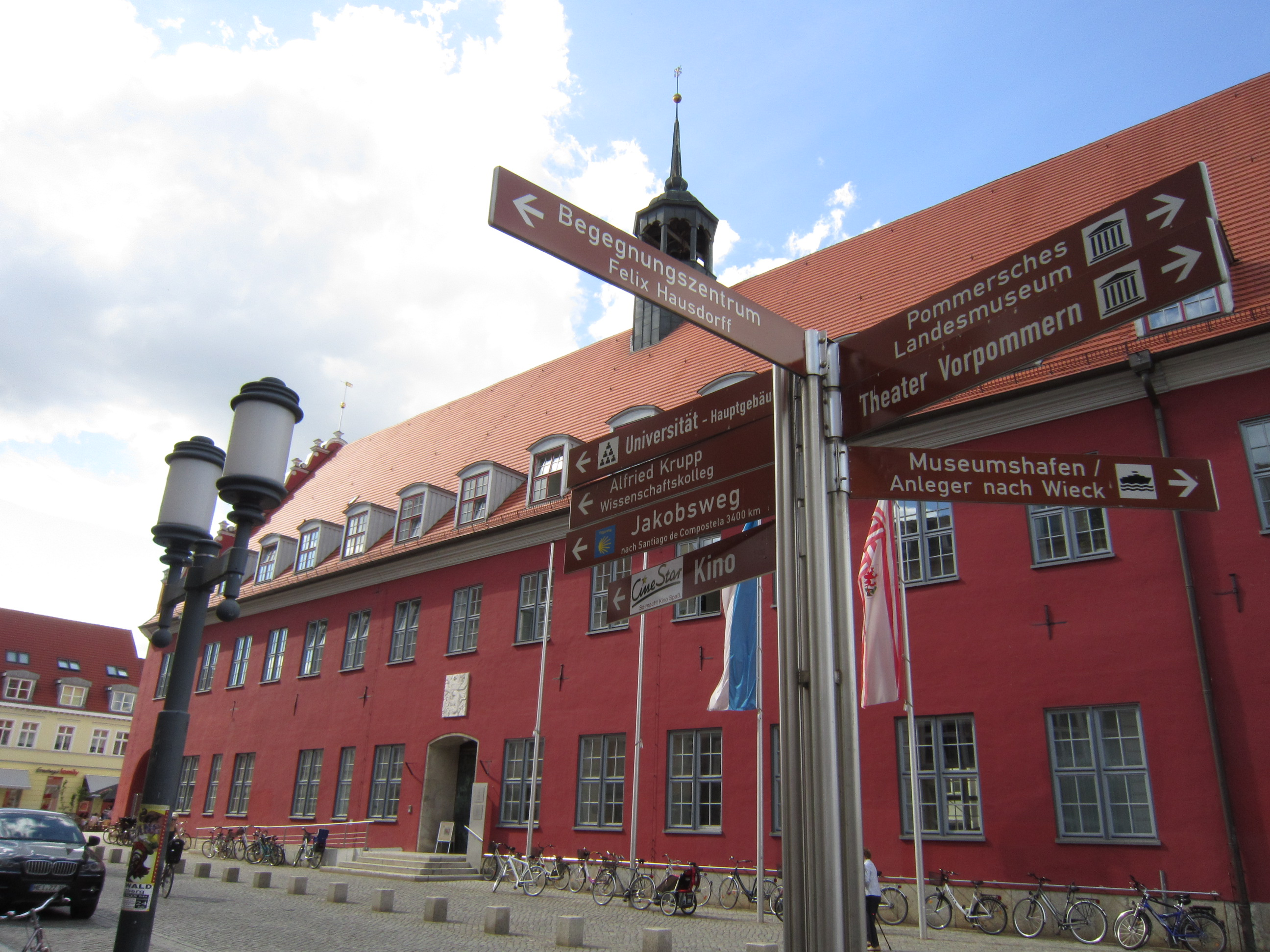
Wegweiser nach Santiago de Compostela beim Greifswalder Rathaus

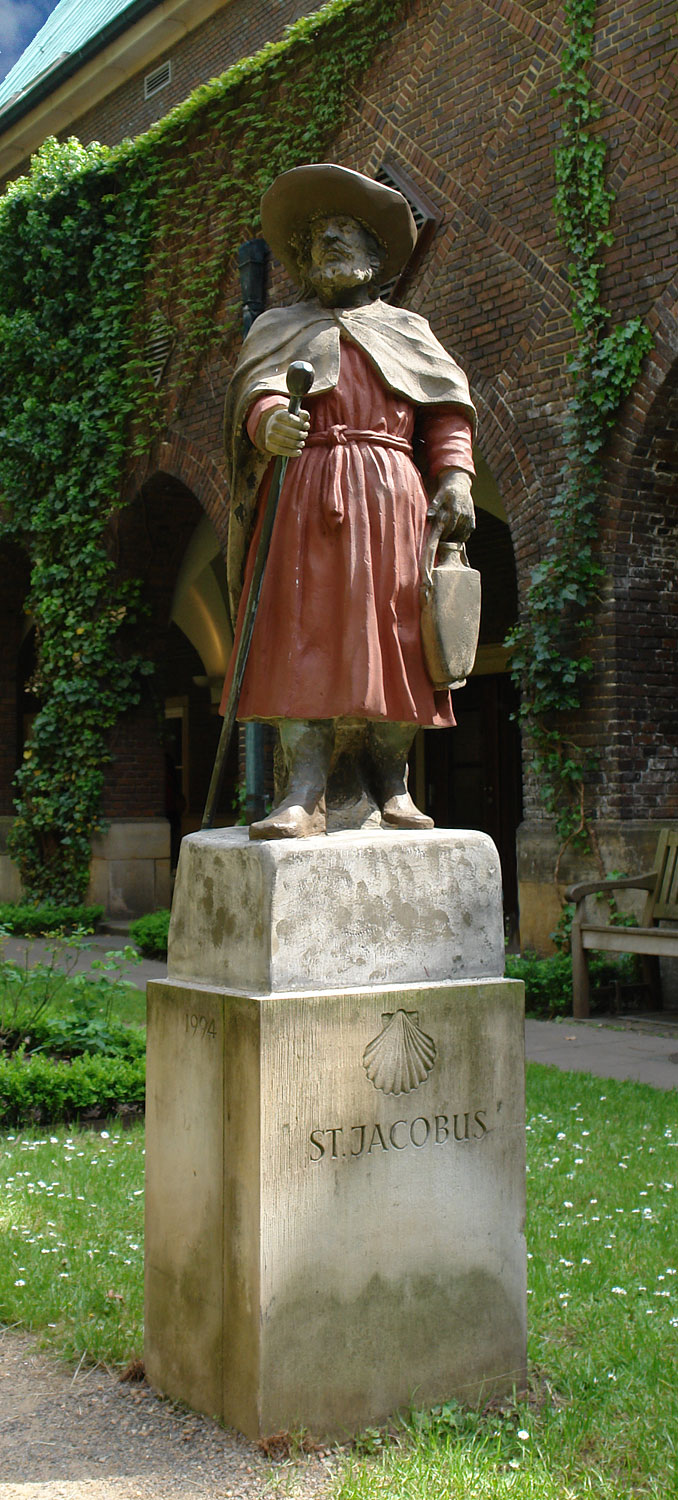
St. Jacobus im Bibelgarten des Bremer Doms

Die Jakobswege in Norddeutschland wurden im Mittelalter begangen und nach der Reformation nur noch wenig benutzt. Die Deutsche St. Jakobus-Gesellschaft entwickelt und kennzeichnet zusammen mit dem Freundeskreis der Jakobswege in Norddeutschland wieder die Hauptrouten.
- Eine Hauptroute beginnt als Via Baltica (Baltisch-Westfälischer Weg, Ostsee-Handelsstraße) in Usedom und führt über Rostock, Wismar nach Lübeck. Die Hansestadt Lübeck an der Ostsee war für die Pilger aus Nord- und Nordosteuropa ein wichtiger Zugangspunkt zu diesem Jakobsweg, die im Mittelalter mit Koggen im Hafen anlandeten. Die Kirche St. Jakobi zu Lübeck und die mittelalterliche Gertrudenherberge sind Ziele der Pilger.[9] Bereits in Rostock zweigt von der Via Baltica in südwestlicher Richtung ein Pilgerweg nach Perleberg ab, der über Bad Wilsnack, Havelberg, Tangermünde und Magdeburg letztendlich Anschluss an die Via Regia findet (siehe nächster Abschnitt).[10][11] Von Lübeck ist eine Route unter Benutzung des Hanseatenwegs entlang der Trave, des Stormarnwegs und des Alsterwanderwegs nach Hamburg markiert. In Hamburg ist der Weg ebenfalls ausgezeichnet[12] und führt vom Winterhuder Fährhaus über Leinpfad, östliche Außenalster, Lange Reihe zur Kirche St. Jacobi in der Nähe der Mönckebergstraße, weiter am Hamburger Rathaus, an der Kirchenruine St. Nicolai (heute Mahnmal für die Opfer des Weltkrieges und der Verfolgung) und dem Kleinen und Großen Michel vorbei zu den Landungsbrücken an der Elbe. Von dort führt der Weg zum Fischmarkt, Altonaer Rampe entlang des Elbuferwanderwegs zum Schulauer Fährhaus in Wedel, wo mit der Personenfähre Lühe-Schulau-Fähre über die Elbe nach Lühe übergesetzt wird.[13] Zunächst wird die Station Lühe erreicht. Der mit der Jakobsmuschel gekennzeichnete Weg führt über den Lühedeich nach Steinkirchen und nach Horneburg. Der Pilger kann auch einen Umweg über Stade nehmen und trifft dort bereits auf die Via Jutlandica. Von Horneburg führt der Pilgerweg weiter über Harsefeld, Heeslingen, Zeven.
- Die zweite Hauptroute, die Via Jutlandica (Jütländischer Weg, Ochsenweg) von Flensburg, Schleswig, Rendsburg über Itzehoe zur Elbfähre Glückstadt–Wischhafen nach Stade ist eine Fortsetzung der Jakobswege aus Dänemark. Vor Zeven treffen sich die beiden Hauptrouten und führen gemeinsam nach Bremen. Von Lilienthal kommend geht es durch die Stadt seit Oktober 2010 auf geänderter Wegstrecke durch den Stadtwald und Bürgerpark in Richtung Weyhe. Die Bremer Wegstrecke beträgt jetzt 21 km, bis Santiago de Compostela sind es 3000 km. Der historische Jakobspilgerweg zwischen Bremen und Osnabrück wird wiederbelebt. Freigegeben ist der Abschnitt zwischen Barrien und Wildeshausen, der im Herbst 2007 beschildert und im November offiziell eröffnet werden soll. Die Strecke zwischen Wildeshausen und Osnabrück verläuft über den Pickerweg, der früher auch als Handelsroute genutzt wurde.
- Eine weitere Route stellt die Via Scandinavica dar. Die Routenführung ist auf folgender Strecke ausgeschildert: Lübeck, Ratzeburg, Mölln, Barum, St. Dionys, Bardowick, Lüneburg, Bad Bevensen, Suderburg, Eschede, Celle, Hannover, Hildesheim, Diekholzen, Bad Gandersheim, Northeim, Göttingen.

#### Ost- und Mitteldeutschland
Durch Sachsen, Sachsen-Anhalt, Thüringen und Hessen folgt ein Weg der Jakobspilger dem Verlauf der historischen Handelsroute Via Regia von Görlitz über Bautzen, Kamenz, Großenhain, Wurzen, Leipzig, Merseburg, Naumburg (Saale), Erfurt, Gotha, Eisenach und Vacha nach Fulda. Er hat eine Länge von 500 km. Die Wegstrecke über die historische Via Regia ist auch als Ökumenischer Pilgerweg bekannt. Ab Fulda besteht durch den Unterfränkischen Jakobsweg, der über den Kreuzberg nach Würzburg führt, der Anschluss an den Fränkisch-Schwäbischen Jakobsweg – oder durch die Bonifatius-Route über Frankfurt und Mainz der Anschluss an die Jakobswege in Rheinland-Pfalz.

##### Brandenburg und Sachsen-Anhalt
Jakobspilger, die sich in Polen oder weiter östlich auf den Weg gemacht haben, können den deutsch-polnischen Grenzfluss Oder entweder aus der nördlichen Woiwodschaft Westpommern bei Stettin oder aus der südlich gelegenen Woiwodschaft Lebus in Słubice/Frankfurt (Oder) überschreiten.
- Stettin – Bernau/Berlin: Von Stettin geht es südwärts auf dem Jakobsweg Via Imperii über Gartz (Oder), Angermünde, Chorin bis Bernau bei Berlin bzw. Berlin, wo sich der Pilger entscheiden kann, ob er sich weiter gen Süden, Westen oder Nordwesten bewegt.
- Bernau/Berlin – Leipzig: In südlicher Richtung geht es von Bernau bei Berlin weiter durch Berlin und dann über Teltow, Beelitz, Lutherstadt Wittenberg und Bad Düben nach Leipzig.
- Berlin – Brandenburg an der Havel: Um in westlicher Richtung nach Brandenburg an der Havel und weiter nach Sachsen-Anhalt zu pilgern, geht es von Bernau zunächst durch Berlin bis nach Teltow ans Japaneck,[14] von wo der Jakobsweg als Verlängerung des Abschnittes Frankfurt (Oder) – Berlin über Kleinmachnow, Stahnsdorf, Potsdam, Petzow, Kloster Lehnin mit den Ortsteilen Grebs und Rietz nach Brandenburg an der Havel führt. Bis an die Anschlussstrecke in Sachsen-Anhalt geht es von dort weiter über Kirchmöser und Plaue bis zu den Bensdorfer Ortsteilen Woltersdorf und Vehlen.
- Bernau/Berlin – Bad Wilsnack: In nordwestlicher Richtung geht es von Bernau auf dem beliebten Wilsnack Weg über Hennigsdorf, Linum, Fehrbellin, Wusterhausen, Kyritz und Plattenburg nach Bad Wilsnack (Betreut durch die St. Jakobus-Gesellschaft Berlin Brandenburg e. V.).

Pilger, die in Słubice/Frankfurt (Oder) die Grenze überschreiten, haben drei Möglichkeiten:
- Frankfurt (Oder) – Bernau: Entweder sie pilgern auf der Nordroute westwärts über Sieversdorf, Müncheberg, Strausberg bis Bernau bei Berlin und weiter bis Bad Wilsnack oder südwärts nach Leipzig.
- Frankfurt (Oder) – Berlin: Die Südroute führt über Jacobsdorf, Fürstenwalde (Spree), Erkner, bis Teltow und von dort aus südwärts über Leipzig oder westwärts weiter über Potsdam, Lehnin, Brandenburg an der Havel über Tangermünde (Sachsen-Anhalt) nach Stendal.
- Frankfurt (Oder) – Leipzig: Die dritte Route verläuft südwärts über Ragow, Beeskow, Briescht, Lübben (Spreewald), Luckau, Herzberg und Torgau bis Leipzig.

##### Sachsen
- Als Verbindung nach Franken führt der Sächsische Jakobsweg an der Frankenstraße vom Oekumenischen Pilgerweg im Zuge der Via Regia (siehe oben unter Ost- und Mitteldeutschland) ab Königsbrück über Wilsdruff nach Grumbach (alte Trasse bis zum 15. Jh.) bzw. von Bautzen über Bischofswerda, Dresden, Kesselsdorf nach Grumbach. Von dort geht es auf einer Trasse durch den Tharandter Wald nach Freiberg und weiter nach Chemnitz und Zwickau, um sich dort mit der von Leipzig kommenden Via Imperii (ehem. Reichsstraße von Leipzig über Rötha, Borna, Altenburg, Gößnitz, Zwickau, Reichenbach, Plauen, Hof und Bayreuth nach Nürnberg) zu vereinigen. Parallel dazu besteht die Möglichkeit, auf dem Jakobsweg Vogtland (von Zwickau über Oelsnitz/Vogtl.), mit Verbindung zum Jakobsweg Silberberg (Annaberg-Buchholz – Schneeberg – Kirchberg), nach Hof zu gelangen. Ab hier gehen Pilger Anschluss auf oberfränkischem Gebiet weiter über Bayreuth nach Nürnberg zum Anschluss an den Fränkischen Jakobsweg (siehe weiter unten unter Süddeutschland). Die Markierung erfolgte 2009 bis zur Eröffnung 2013. Zwischen Wilsdruff und Grillenburg im Tharandter Wald verlief er im gleichen Altstraßenkorridor, wie der Heilige Weg von Böhmen nach Meißen, der seit 2013 ebenfalls wiederbelebt wird.
- Ein kleines Stück durch Sachsen führt der in Planung befindliche Jakobsweg von Posen (Polen) über Görlitz (Deutschland) nach Prag (Tschechien) – auch Zittauer Jakobsweg genannt. Die Streckenführung ist bereits bestimmt: Posen, Glogau, Bunzlau, Lauban, Görlitz, Kloster St. Marienthal, Zittau, Böhmisch Aicha, Münchengrätz, Jung-Bunzlau, Alt-Bunzlau, Prag. In Prag schließt sich der Jakobsweg über Pilsen nach Tillyschanz an.
- Im sächsischen Erzgebirge begann die Ausschilderung eines Teilstücks des Jakobswegs im Bereich Silberberg im Jahr 2014. Er ist 64 km lang und verbindet Annaberg-Buchholz mit dem „Jakobsweg Vogtland“, über Schlettau, Elterlein, Grünhain, Lößnitz, Aue-Alberoda, Bad Schlema, Schneeberg und Kirchberg. Als weithin sichtbares Zeichen wurde am 1. Dezember 2016 auf der Halde 296 nahe Alberoda ein sechs Meter hohes Kreuz aus Eichenholz und Edelstahlrohren aufgerichtet. Es wurde von Paul Brockhage anlässlich des Holzbildhauersymposiums 2014 gefertigt und soll auf diesen neuen Jakobsteilweg und auf die Bergbaufolgelandschaft der Erzgebirgsregion aufmerksam machen.[15]

#### Nordrhein-Westfalen

##### Westfalen

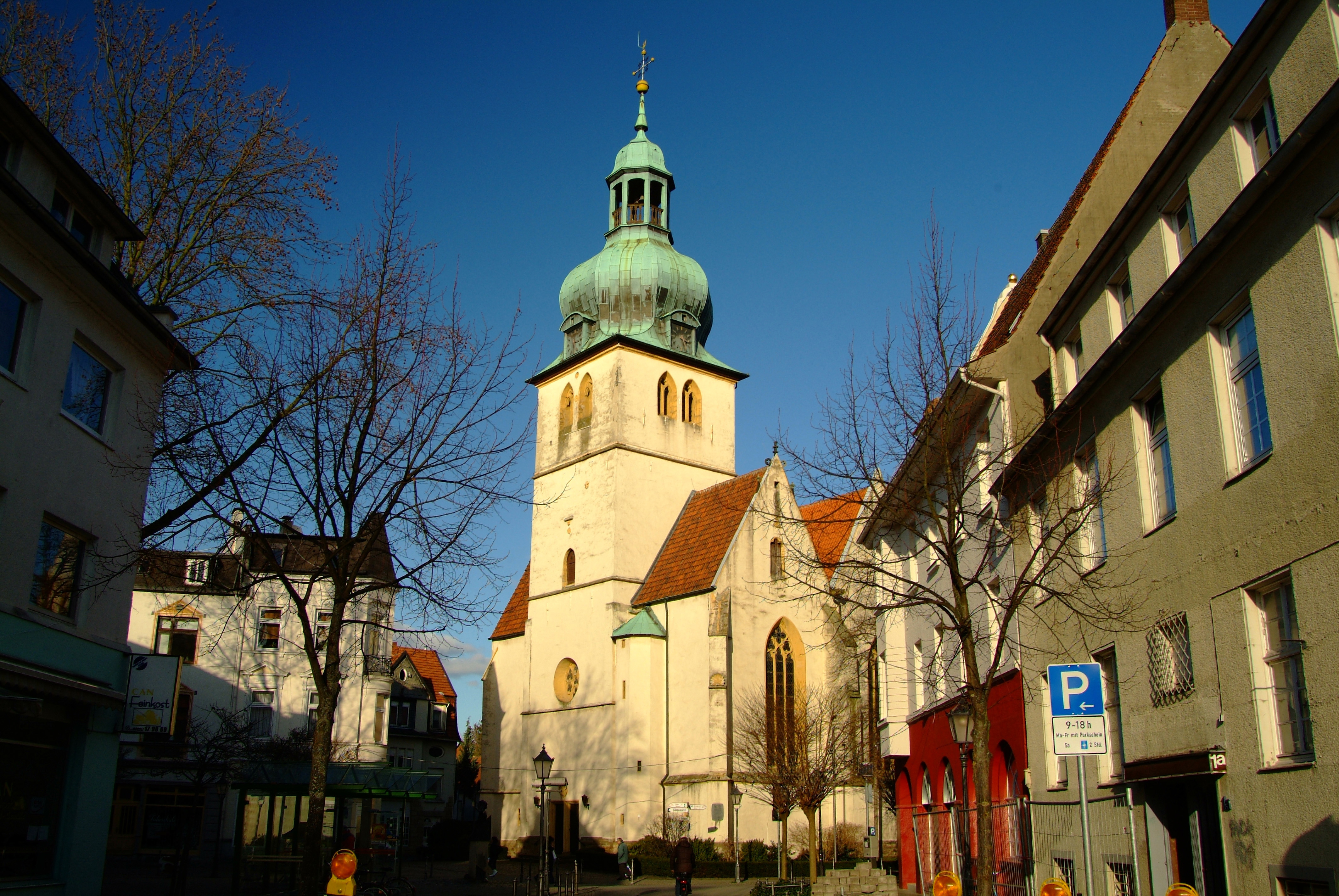
Die Jakobikirche in Herford. Im Mittelalter war sie eine reine Pilgerkirche für Jakobspilger

Im Jahr 1987 ging die Initiative vom Europarat aus, den Verlauf der historischen Jakobswege wissenschaftlich zu dokumentieren und die alten Kulturwege wiederzubeleben. Die Erforschung der Wegstrecken in Westfalen wird von der Altertumskommission des Landschaftsverband Westfalen-Lippe (LWL) unter Leitung von Ulrike Spichal wahrgenommen. Derzeit (2008) ist der LWL mit der Aufarbeitung und Markierung von fünf historischen Wegstrecken betraut. Die Nummerierung entspricht der des Landschaftsverbandes:
- Weg 1 (Osnabrück – Wuppertal-Beyenburg): In Westfalen führt ein historisch belegter Jakobsweg in Nord-Süd-Richtung. Er kommt aus Bremen und passiert: Osnabrück, Lengerich, Ladbergen, Münster, Rinkerode, Herbern, Werne, Lünen, Dortmund, Herdecke, Hagen, Gevelsberg, Wuppertal-Beyenburg. Hier erhält er Anschluss an den rheinischen Weg. Seit Anfang April 2008 ist der Westfälische Jakobs-Pilgerweg durchgängig markiert und kann begangen werden. Archäologische und historische Spuren der alten Straße sowie Sehenswürdigkeiten am Wegesrand sind in den Weg einbezogen.
- Weg 2 Der Hellweg (Höxter – Dortmund): Der Hellweg ist eine Altstraße in Ost-West-Ausrichtung, die bereits in vorchristlicher Zeit bestand. Die Strecke führt von Höxter – Corvey über Paderborn, Soest mit dem historischen „Pilgrim-Haus“ und Werl mit dem „Heiligen Kreuz“ in der Propsteikirche St. Walburga nach Dortmund, wo er in die Route von Osnabrück (Weg 1) mündet.

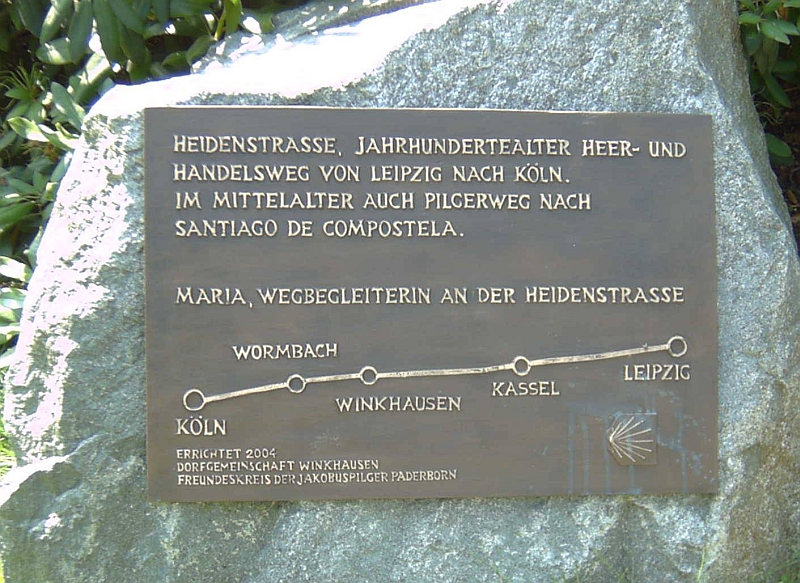
Hinweistafel auf den Verlauf des Jakobsweg bzw. der Heidenstraße im Sauerland

- Weg 3 (Minden – Lippstadt): Wegverlauf: Minden, Herford, Bielefeld, Rheda-Wiedenbrück, Lippstadt. Hier mündet er in den Hellweg ein. Dieser Weg bildet in der alten Bischofsstadt Minden einen direkten Anschluss an die aus Lüneburg kommende Salzstraße bzw. an die aus Bremen, Hamburg und Lübeck kommenden Handelswege links und rechts der Weser. Bei Rehme, nahe dem heutigen Bad Oeynhausen befand sich eine wichtige Furt durch die Weser – ein Nadelöhr, das praktisch alle Händler und Pilger passieren mussten, die auf diesen Wegen reisten. Ein bedeutender Jakobspilger aus dem Bereich des heutigen Westfalen war Bischof Anno von Landsberg (auch Anno von Minden genannt). Der Bischof von Minden brach zum Jahreswechsel 1174/1175 nach Santiago de Compostela auf. Sein Weg verläuft jedoch nicht direkt entlang der bekannten Pilgerrouten, da er unterwegs zahlreiche Gebetsverbrüderungen mit bedeutenden Klöstern schließt. Als bedeutender Sammelpunkt der Jakobspilger wird die Stadt Herford im nördlichen Westfalen angesehen. Am Kreuzungspunkt wichtiger Handelswege gelegen, war sie im Mittelalter mit einem sakralen Leben ausgestattet, das sich mit dem von Köln messen konnte. In der Literatur tritt Herford oft als Sancta Herfordia oder Hilliges Hervede auf. Anziehungspunkte für die Pilger waren die Reliquien der Heiligen Pusinna und die Herforder Vision – der ältesten bekannten Marienerscheinung nördlich der Alpen. Von Herford nahmen die aus dem Norden kommenden Pilger den Weg in Richtung Osnabrück, Paderborn oder Soest auf. Mit Einführung der Reformation in Herford (1530) wurde die Pilgerkirche St. Jakobi auf Anordnung des Rates der Stadt geschlossen.[16] In Bielefeld fanden die Händler und Pilger im heutigen Brackwede den niedrigsten Pass über den Osning, den Teutoburger Wald, in Rheda-Wiedenbrück eine befestigte Brücke über die Ems, die auch mit Fuhrwerken passierbar war. In Lippstadt befand sich ein Überweg über die Lippe.
- Weg 4 (Bielefeld – Wesel): Der im Mai 2015 offiziell eröffnete, rund 200 Kilometer lange historische Weg verläuft in Ost-West-Richtung von Bielefeld über Steinhagen, Brockhagen, Marienfeld, Harsewinkel, Greffen, Sassenberg, Warendorf, Telgte, Münster, Tilbeck, Schapdetten, Nottuln, Darup, Abtei Gerleve, Coesfeld, Hochmoor, Velen, Borken, Raesfeld, Kloster Marienthal nach Wesel, wo linksrheinisch bei Büderich der Übergang zu den rheinländischen Jakobswegen hergestellt wird.[17][18]

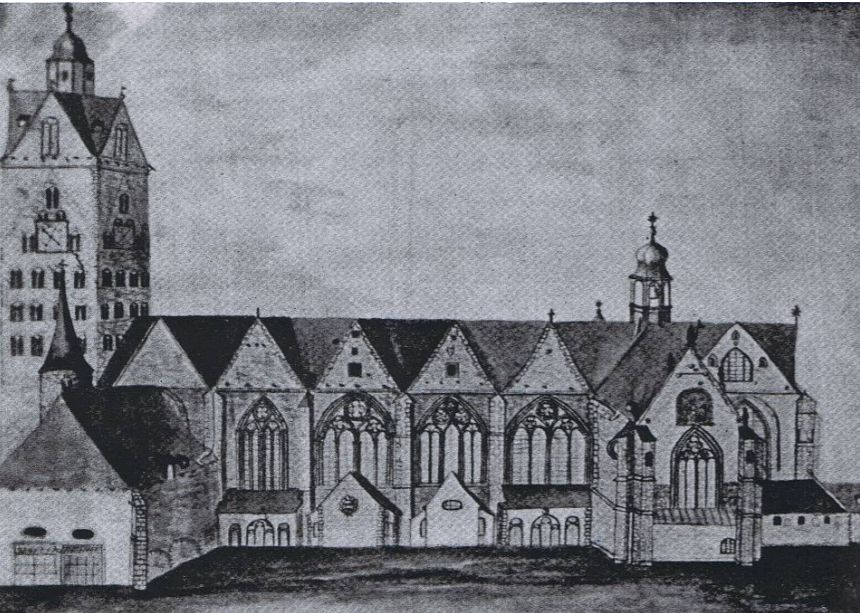
Vorhalle (links) für Pilger vor dem Paradiesportal des Paderborner Domes um 1815

- Weg 5 (Marburg – Köln): Der Wegverlauf von Marburg über Siegen nach Köln entspricht einer Altstraße, die auch als Brüderstraße bekannt ist. Die Ausarbeitung und Markierung entstand in Zusammenarbeit der Landschaftsverbände Ostwestfalen-Lippe und Rheinland sowie dem Elisabethverein Marburg e. V. Die Strecke ist durchgängig mit der stilisierten gelben Muschel auf blauem Grund markiert und kann begangen werden. In Verbund mit den ebenfalls markierten Altstraßen, der Via Regia (Görlitz – Eisenach), der Altstraße Lange Hessen (Eisenach – Marburg) und der Brüderstraße (Marburg – Köln), ergibt sich ein durchgängig markierter und begehbarer Jakobsweg. Er verläuft in Ost-West-Richtung und hat eine Länge von 850 km.
- „Heerweg/Römerweg“ (Paderborn – Elspe): Der Weg führt nord-südwestlich über Marsberg und verbindet seit 2017 mit Ausschilderung zwei alte Handels- und Heerstraßen im Hochstift Paderborn und im Sauerland. Der Weg hat eine Länge von 135 km und bietet Anschluss an die Heidenstraße, die ost-westlich verläuft.[20]
- „Heidenstraße“: (Korbach – Marienheide): Die über 1000 Jahre alte und insgesamt 500 Kilometer lange Heidenstraße war ebenfalls eine Heer- und Handelsstraße, die auf einem direkten Weg von Leipzig über Kassel bis nach Köln führte. Die vom Landschaftsverband markierten Stationen in sauerländischen Westfalen führen von Korbach über Medebach, Winterberg, Schmallenberg, Elspe, Attendorn, Meinerzhagen nach Marienheide.[21]

##### Rheinland
Im Rheinland gibt es seit 1999 in Zusammenarbeit mit dem Landschaftsverband Rheinland das Projekt „Wege der Jakobspilger im Rheinland“. Fünf Routen sind bisher ausgeschildert und in Führern beschrieben:
- Weg 1 (Wuppertal-Beyenburg – Belgische Grenze): Wuppertal-Beyenburg – Wermelskirchen, Odenthal, Köln, Kerpen, Düren, Schevenhütte, Aachen über die Belgische Grenze zur Wallfahrtsstätte Moresnet-Chapelle mit Ziel Lüttich. Der Weg folgt weitgehend einem Teilstück der Hansestraße von Lübeck nach Brügge, die bereits für das 14. Jahrhundert nachgewiesen ist.
- Weg 2 (Köln – Luxemburgische Grenze): Köln, Prüm, Trier, Metz (Frankreich). Aus der Verbindung des Nachweises historischer Hospitäler und im Gelände sichtbarer Altstraßen konnte ein Weg quer durch die Eifel rekonstruiert werden.
- Weg 3 (Millingen (NL) – Niederländisch-belgische Grenze): Millingen am Rhein (Niederlande), Kranenburg, Goch, Weeze, Kevelaer, Straelen, Venlo (Niederlande), Steyl (Niederlande), Roermond (Niederlande), Maaseik (Belgien), Sittard (Niederlande), Maastricht (Niederlande). Der Weg folgt dem Verlauf der historischen Maastalstraße, wie er um 1520 auf der mitteleuropäischen Wegekarte von Martin Waldseemüller eingetragen ist.
- Weg 4 (Nijmegen – Köln, mit Anschlüssen von Emmerich und Wesel): Nijmegen, Kranenburg, Kleve, Kalkar, Xanten, Rheinberg, Orsoy, Moers, Uerdingen, Neuss, Zons, Köln. Der Weg folgt der mittelalterlichen Handelsstraße am linken Niederrhein, die wiederum auf die römische Limesstraße zurückgeht. Zwei Zubringerwege von Emmerich und Wesel binden das rechtsrheinische Gebiet an.
- Weg 5 (Marburg – Köln): Marburg, Siegen, Köln: Die beiden Pilgerziele Marburg mit dem Grab der heiligen Elisabeth von Thüringen und Köln sind durch einen Pilgerweg, der dem originalen Verlauf der Brüderstraße (Köln – Siegen) folgt, miteinander verbunden. Der Wegverlauf folgt exakt einem Pilgeritinerar aus dem Jahre 1489. Dieser Weg ist auch als Elisabethpfad bekannt.
- Weg 9 (Dortmund – Aachen): Dortmund, Duisburg, Essen, Düsseldorf, Jülich, Aachen: Der Weg verbindet die beiden ehemaligen Reichsstädte Dortmund und Aachen auf der kürzesten Linie. Er folgt dem Itinerar einer Reise Kaiser Karls IV. im Spätherbst des Jahres 1377 zu einem Staatsbesuch in Paris und zu Pilgerzielen in der Île-de-France.

#### Rheinland-Pfalz und Saarland

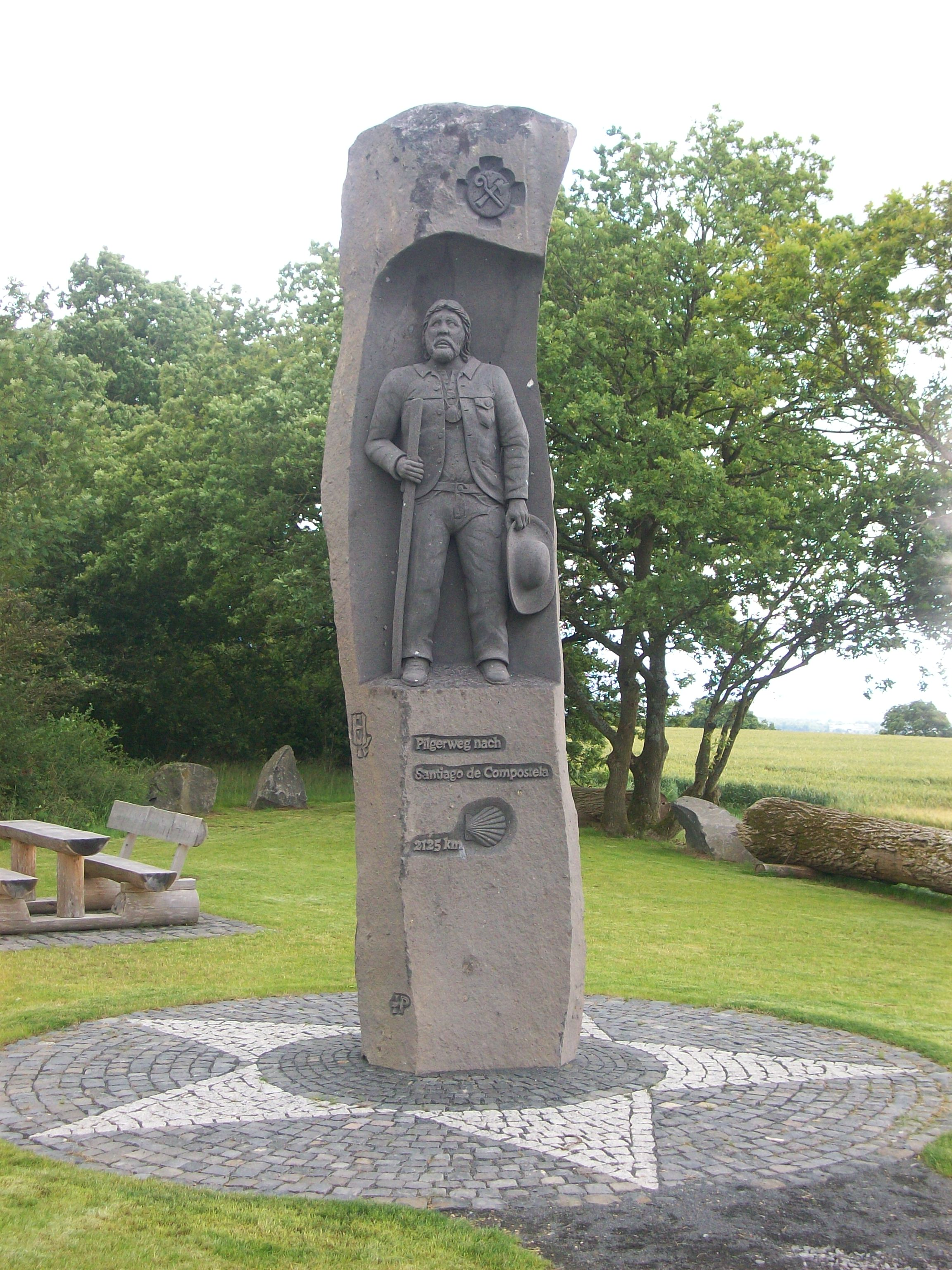
Jakobussäule am Eifel-Camino

- Der Linksrheinische Jakobsweg, am Kölner Dom beginnend und durch das UNESCO-Welterbe Oberes Mittelrheintal nach Bingen am Rhein führend, wurde im Frühjahr 2013 eingeweiht. Damit wurde eine seit langem bestehenden Lücke im Netz der Jakobswege in Deutschland geschlossen. Spuren des Jakobuskultes findet man u. a. in den Sakralbauten von Köln, Remagen, Oberbreisig, Koblenz oder Oberwesel.
- Von Andernach-Namedy können die Pilger auf dem 2008 von der St.-Matthias-Bruderschaft Mayen eingerichteten Eifel-Camino entlang der Wegführung einer historischen Römerstraße[22] zum Grab des Apostels Matthias nach Trier gelangen. Ab dort besteht die Möglichkeit, nach Metz weiter zu pilgern. Im September 2011 wurde am „Alten Monrealer Weg“ kurz hinter Mayen eine monumentale Jakobussäule mit einem ansprechenden Rastplatz eingerichtet. Dort findet seitdem jährlich am Jakobustag (25. Juli) zu Ehren des Apostels ein Freilicht-Gottesdienst statt.
- Der Lahn-Camino wurde erstmals 2001 von Wetzlar ausgehend markiert. Der weitere Wegeverlauf orientiert sich vornehmlich am Verlauf der Lahn und führt über Weilburg, Limburg, Kloster Arnstein und Bad Ems zur Hospitalkapelle St. Jakobus in Oberlahnstein. Hinweise auf mittelalterliche Jakobspilger geben Funde bei Ausgrabungen in der Dausenauer St. Kastor-Kirche (Fragmente einer Jakobsmuschel) und in Oberlahnstein (Pilgergrab in der Hospitalkapelle). Nach Süden wird der Pilgerweg auf dem Rhein-Camino bis Kaub fortgesetzt, wo der Rhein mittels einer Fähre nach Bacharach überquert werden kann. Dort findet man Anschluss an den Linksrheinischen Jakobsweg.
- Ebenfalls seit 2008 ist der Mosel-Camino von Koblenz-Stolzenfels bis Trier markiert. Für Jakobspilger ist damit in Verbindung mit dem Ökumenischen Pilgerweg, dem Elisabethpfad und dem Lahn-Camino auf der Achse Görlitz–Eisenach–Marburg–Lahnstein auf beiden Seiten der Mosel sowie deren angrenzenden Höhen die Möglichkeit geschaffen worden, in Ost-West-Richtung nach Trier zum Grab des Apostels Matthias und von dort weiter nach Santiago de Compostela zu pilgern.
- 2013 wurde der Hunsrücker Jakobsweg, überwiegend deckungsgleich mit dem bestehenden Ausonius-Weg, von Bingen nach Trier mit der gelben Jakobsmuschel markiert.

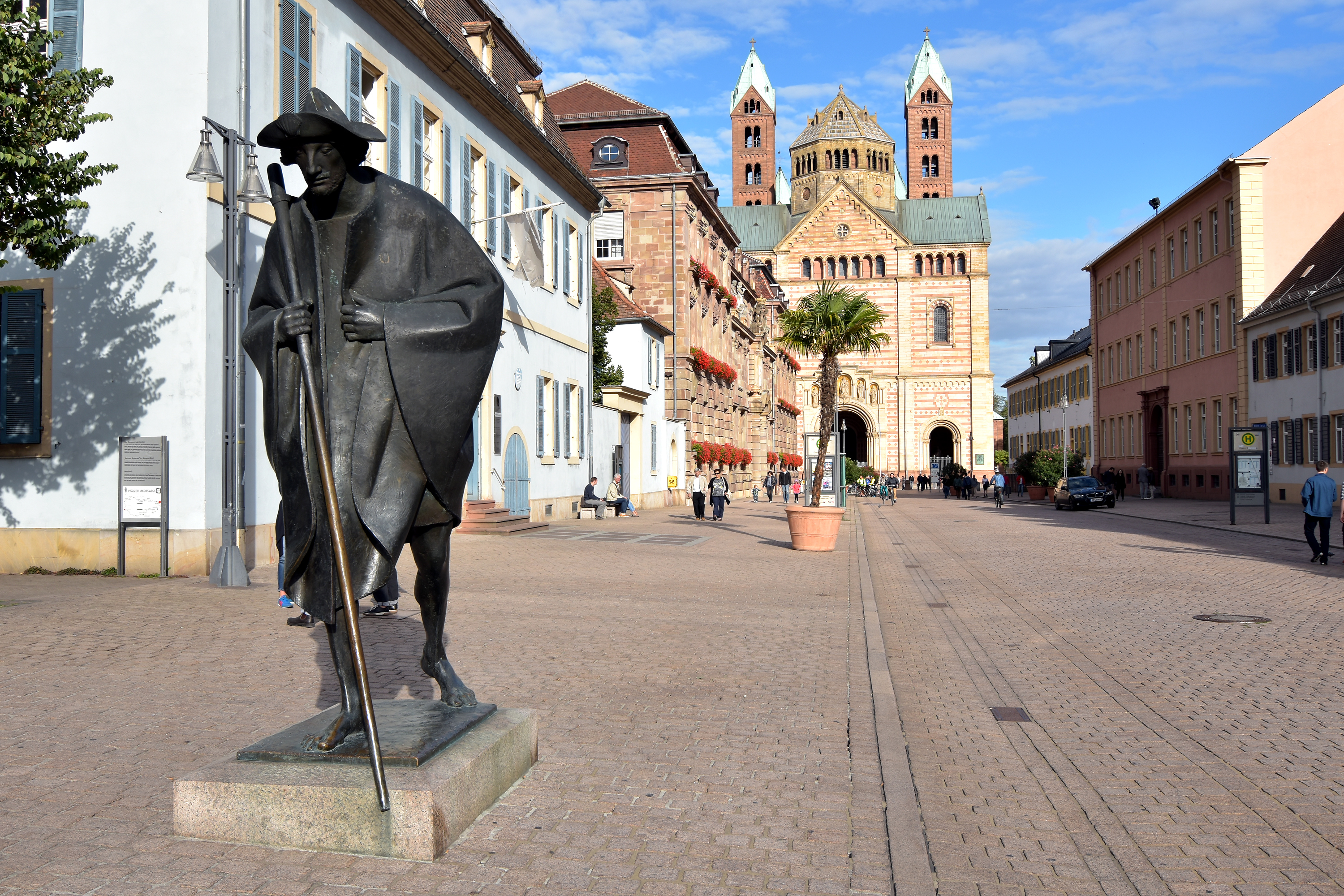
Jakobspilger in Speyer (Bronze-Statue des Münchener Bildhauers Martin Mayer)

- In den Jahren 2005 und 2009 wurde der Rheinhessische Jakobsweg zwischen Bingen und Worms, der quer durch Rheinhessen führt, ausgebaut. Neben dem Hauptweg gibt es zwei Alternativrouten sowie eine Schleife mit einigen Sehenswürdigkeiten.
- Von Speyer aus gibt es zwei Routen der Pfälzer Jakobswege. Die vom Pfälzerwald-Verein markierte Nordroute führt bei Neustadt an der Weinstraße in den Pfälzerwald. Von dort gelangt man nach Johanniskreuz, entlang der Sickinger Höhe durch das Landstuhler Bruch zum Grab des hl. Pirminius im ehemaligen Kloster Hornbach an der französischen Grenze. Mittlerweile ist auch eine südliche Route durch den Pfälzerwald nachgewiesen und eine Anbindung an französische Pilgerwege erfolgt.

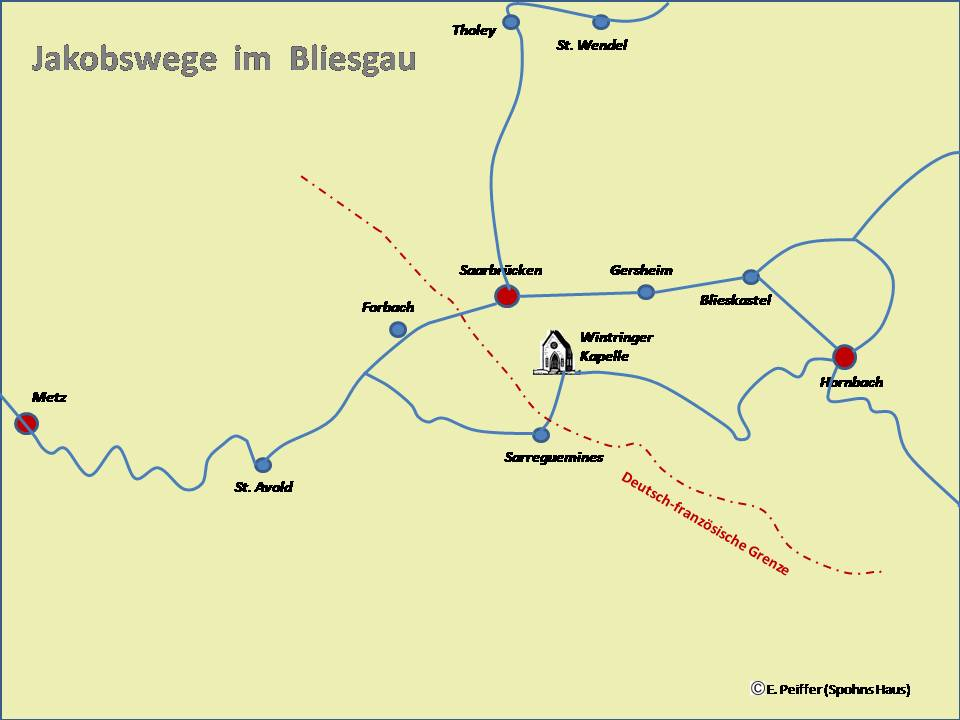
Jakobswege durch den Bliesgau

- In Verlängerung führt von Hornbach aus der Saarpfälzische Jakobsweg durch den Bliesgau in die Saarpfalz und nach Lothringen bis Metz. Zentrale Nachtherberge im Bliesgau ist das ökologische Bildungszentrum Spohns Haus in Gersheim. Bis Hérapel kann entweder die Nordroute über Saarbrücken oder die Südroute über Sarreguemines gewählt werden. Auch zwischen Saint-Avold und Courcelles-Chaussy stehen je eine Nord- und Südstrecke zur Auswahl.

#### Bayern und Baden-Württemberg

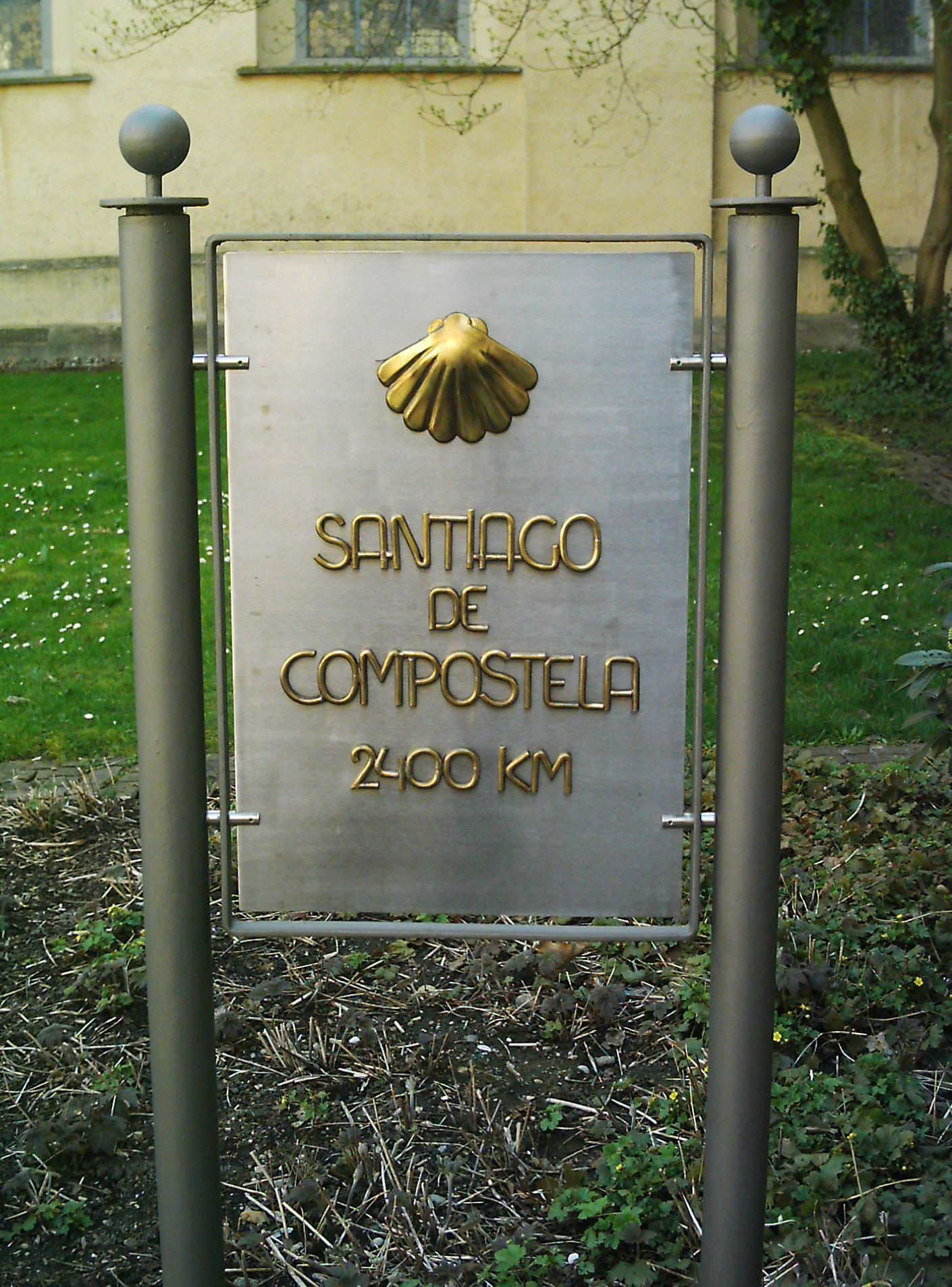
Von der Basilika St. Martin in Weingarten im Südwesten Deutschlands sind es noch 2400 Kilometer bis Santiago.

Viele Jakobswege in Deutschland weisen naturgemäß eine Südwestrichtung nach Spanien auf und führen damit in den deutschen Südwesten durch die beiden südlichen Bundesländer. Dadurch trifft man hier ein etwas dichteres Netz von Jakobswegen an, das insgesamt auch etwas stärker frequentiert ist. Auch treffen im Süden Wege aus dem Norden und Osten zusammen und vereinigen sich.

#### Badischer Jakobsweg
- Der Badische Jakobsweg ist in drei Abschnitte geteilt. Der nördliche Teil beginnt in Laudenbach und führt bis Ettlingen. Der mittlere Teil führt weiter bis Schutterwald, wo auch der Kinzigtäler Jakobsweg anschließt. Der südliche Teil geht weiter bis nach Breisach und von dort über den Rhein ins Elsass.

##### Oberschwäbischer Jakobsweg und Schwabenweg
- In Franken und Schwaben wurde ein historisch belegter Weg der Jakobspilger von Nürnberg über Kalbensteinberg, Nördlingen, Ulm und Bad Waldsee nach Konstanz gekennzeichnet und der Anschluss an den schweizerischen Schwabenweg Konstanz–Einsiedeln geschaffen. Er wird seit 1997 von der Deutschen St. Jakobus-Gesellschaft e. V. gepflegt. Für diesen Weg liegt ein Pilgerführer in vier Teilbänden vor. Das Teilstück zwischen Ulm und Konstanz wird als Oberschwäbischer Jakobsweg bezeichnet.

- In Vorbereitung befindet sich derzeit die Verbindung von Mitteldeutschland (s. o.) nach Nürnberg auf zwei Routen: entlang der „Nürnberger Geleitstraße“ über Coburg, Lichtenfels, Bamberg und Forchheim nach Nürnberg bzw. entlang der Via Imperii über Hof, Bayreuth, Pegnitz und Gräfenberg nach Nürnberg.

##### Fränkischer Jakobsweg
- Der Fränkische Albverein pflegt zusammen mit dem Oberpfälzer Waldverein die Beschilderung zu einem 265 Kilometer langen Fränkischen Jakobsweg von Ensdorf (Lkr. Amberg-Sulzbach) über Nürnberg und Heilsbronn nach Rothenburg ob der Tauber.[23][24] Vor Ensdorf führt der Weg durch die Oberpfalz vom Grenzübergang Tillyschanz bei Eslarn an der tschechischen Grenze über Schwandorf nach Ensdorf. In Rothenburg ob der Tauber mündet der Weg in den Fränkisch-Schwäbischen Jakobsweg.

##### Unterfränkischer Jakobsweg
- von Fulda führt der Unterfränkische Jakobsweg über das Kloster Kreuzberg und Bad Kissingen (bis hierhin auch der Jakobsweg in der Rhön) nach Würzburg.

##### Fränkisch-Schwäbischer Jakobsweg
- Von Würzburg führt der Fränkisch-Schwäbische Jakobsweg nach Süden über Rothenburg und die Jakobuskirche auf dem Hohenberg nach Ulm, wo er auf den Weg von Nürnberg nach Konstanz trifft.

##### Jakobsweg Main-Taubertal
- Von Miltenberg führt der Jakobsweg Main-Taubertal über Wertheim, Tauberbischofsheim, Lauda-Königshofen, Bad Mergentheim und Creglingen nach Rothenburg, wo er an den Fränkisch-Schwäbischen Jakobsweg anschließt. In Miltenberg besteht außerdem Anschluss an den Jakobsweg Aschaffenburg – Colmar.[25][26]

##### Ostbayerischer Jakobsweg
- 2004 wurde der durch Westböhmen und Ostbayern führende Jakobsweg (Prag-Regensburg-Eichstätt-Donauwörth) eingeweiht. In Donauwörth mündet der Ostbayerische Jakobsweg in den Bayerisch-Schwäbischen Jakobsweg.

- Im Jahr 2008 erfolgte die durchgängige Markierung Nürnberg – Eichstätt. Damit ist eine Lücke zwischen der Goldenen Straße (Prag – Nürnberg) sowie dem Ostbayerischen Jakobsweg geschlossen.
- Seit 2004 ist ein weiterer, 200 Kilometer langer Weg von Rothenburg ob der Tauber in südwestlicher Richtung über Langenburg, Schwäbisch Hall, Murrhardt, Oppenweiler, Winnenden, Kloster Denkendorf, Kloster Bebenhausen bis nach Rottenburg am Neckar, wo sich der Kinzigtäler Weg über den Schwarzwald anschließt, ausgeschildert.

##### Kinzigtäler Jakobsweg
- Der Kinzigtäler Jakobusweg, im Jahre 1993 vom „Arbeitskreis der Jakobusfreunde“ angelegt, führt über Loßburg, Alpirsbach, Wolfach, Zell a. H., Gengenbach, Offenburg nach Schutterwald. Der bekannteste Verehrungsort des Apostels im Schwarzwald ist die Jakobuskapelle bei Wolfach.

- Im Jahre 1994 wurde der Jakobusweg Horb, Leinstetten, Loßburg initiiert. Zwischenzeitlich wurde der Jakobusweg Rottenburg am Neckar–Horb am Neckar–Mühringen und Horb–Salzstetten–Pfalzgrafenweiler sowie Pfalzgrafenweiler–Loßburg ausgeschildert. Pilgerherbergen befinden sich in Taberwasen bei Horb-Nordstetten und im Pfarrhaus Leinstetten. Ein Jakobuszimmer ist in Horb-Ihlingen zu besichtigen.

##### Hohenzollerischer Jakobsweg
- Seit 2004 besteht die 1510 als Jakobusbruderschaft Killer erstmals gegründete Hohenzollerische Jakobusgesellschaft wieder, die den Hohenzollerischen Jakobsweg, der von Rottenburg am Neckar über Hirrlingen, Rangendingen und Hechingen an Killer vorbei nach Burladingen, Sigmaringen, Meßkirch und Wald führt, auszeichnete. Der Weg von Pfullendorf über Überlingen und Konstanz zum Schwabenweg in die Schweiz wurde bereits 1998 ausgezeichnet. In Frommenhausen, wohin eine Wegvariante kurz nach Rottenburg am Neckar führt, wurde eine Pilgerherberge eingerichtet.

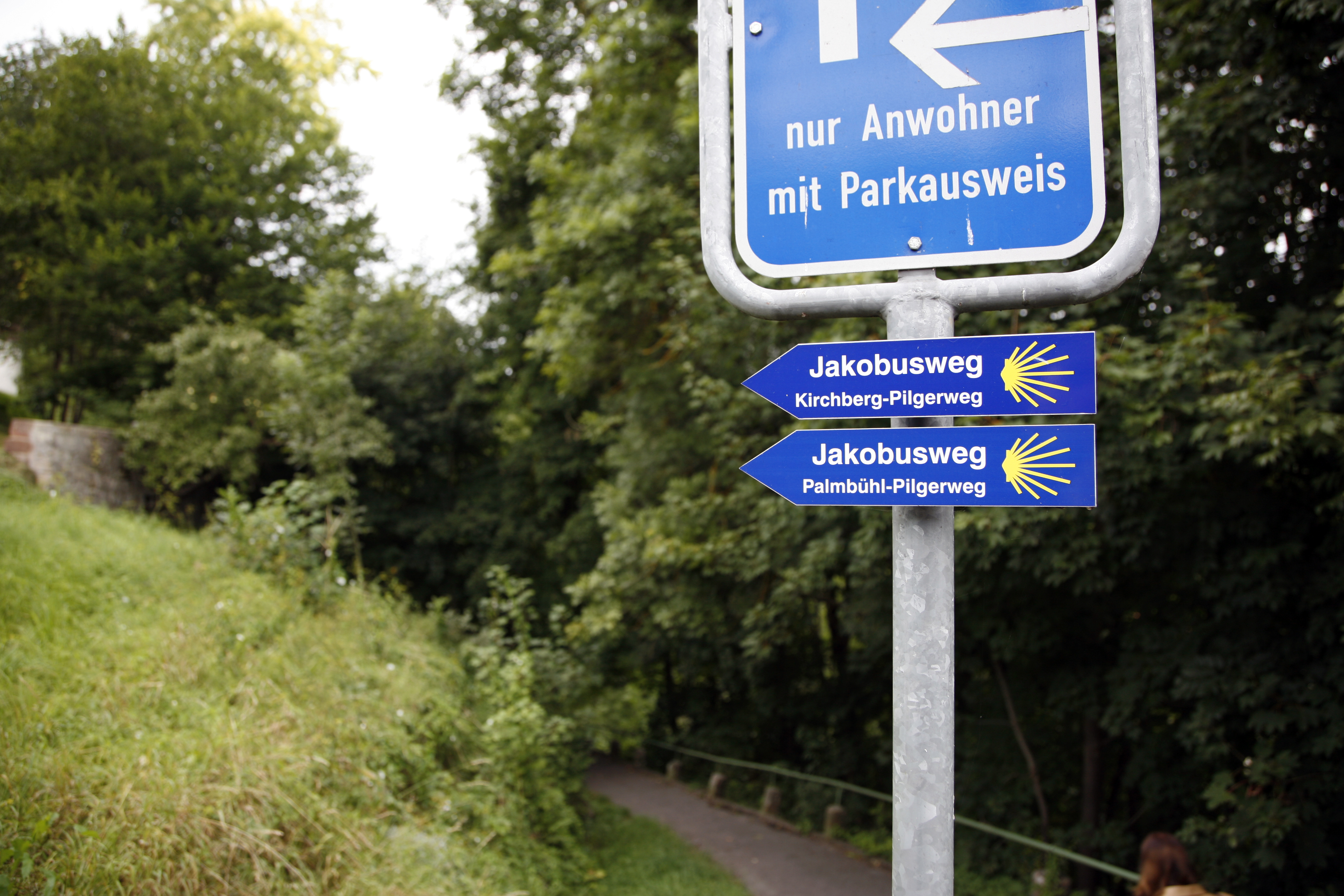
Jakobusweg bei Rottweil.

##### Via Beuronensis
- Seit 2004 gibt es die Via Beuronensis (Beuroner Jakobsweg), die von einer Projektgruppe ausgeschildert und eingepilgert wurde. Der Pilgerweg verläuft von Tübingen über Hechingen und Balingen über den Lochen durch das Bäratal zur Erzabtei Beuron und von dort über Meßkirch nach Kloster Wald. Von dort führt sowohl der Linzgauer Jakobsweg über Pfullendorf und Überlingen als auch der Hegauer Jakobsweg über Stockach entlang des Untersees zur alten Bistumsstadt Konstanz.

- Ein inzwischen vollständig markierter Jakobsweg verläuft längs der Route eines römischen Heerwegs bzw. der Schweizer Landstraße über Hechingen, Balingen, Rottweil, Villingen nach Schaffhausen und eine Variante über Waldshut nach Basel. Von dort geht er durch den Sundgau auf den französischen Jakobsweg über Belfort.

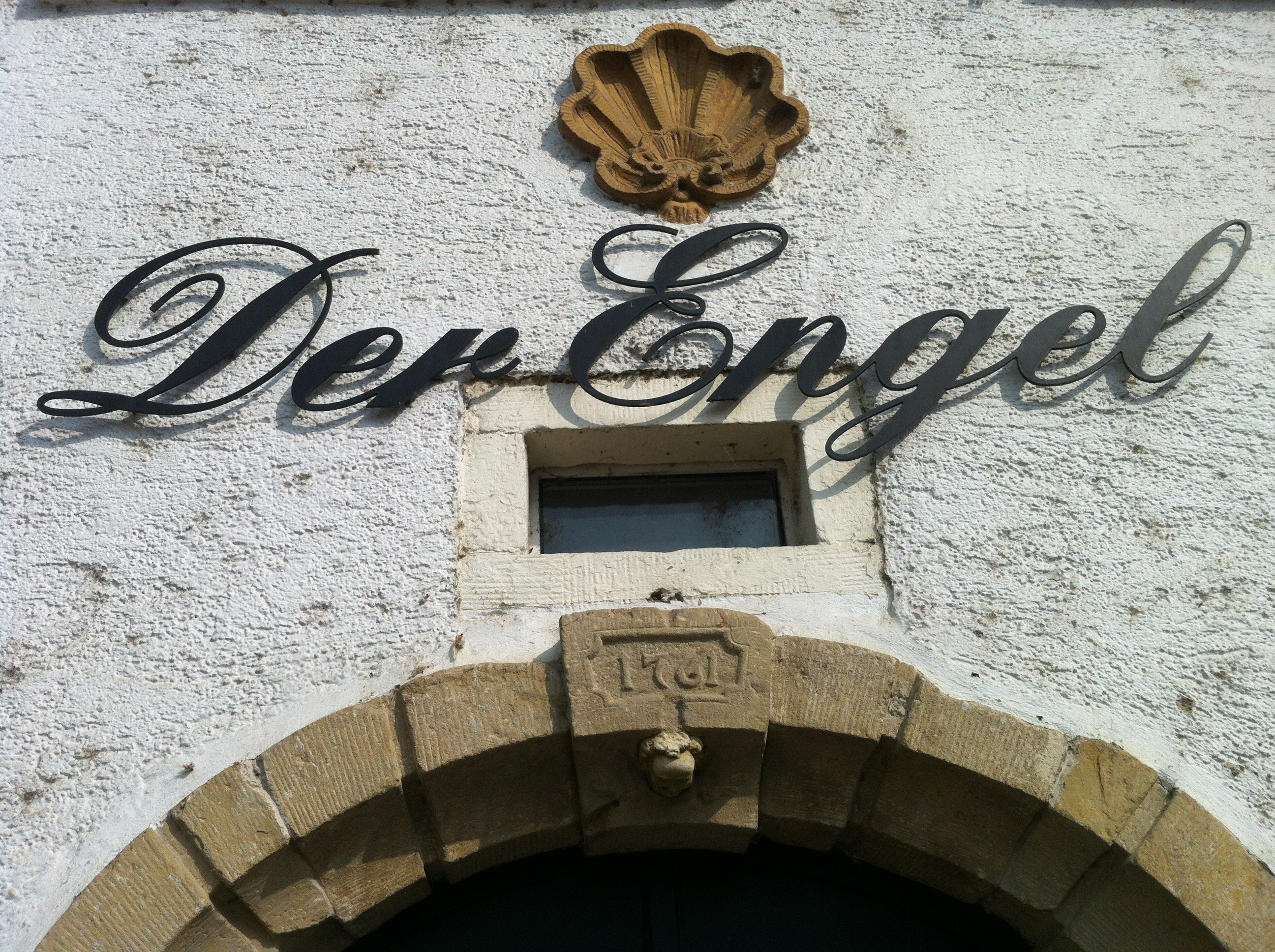
Der Gasthof Der Engel in Rheinheim (Portal). Oben die „Jakobsmuschel“

- Eine Abzweigung der Variante über Waldshut führte bei Rheinheim über den Hochrhein nach Bad Zurzach. Am Flussübergang die ehemalige Pilgerherberge Zum Engel mit der Muschel über dem Portal.

##### Himmelreich-Jakobusweg
Der Himmelreich-Jakobusweg führt über 165 Kilometer in acht Etappen von Hüfingen am Ostrand des südlichen Schwarzwaldes über Titisee-Neustadt, Freiburg im Breisgau und Bad Bellingen nach Weil am Rhein an der Grenze zur Schweiz.

##### Münchner Jakobsweg
- Neue Wege entstanden auch in Bayern. Von München aus führt seit 2003 ein Weg nach Lindau und Bregenz. Der Münchner Jakobsweg beginnt beim Jakobskloster der Armen Schulschwestern am Jakobsplatz, führt über den Marienplatz zur Isar. Isaraufwärts erreicht er als erstes Tagesziel das Kloster Schäftlarn. Von hier folgt er einem sehr alten Klosterweg, über Andechs, Raisting, Wessobrunn, Rottenbuch, der Wies nach Steingaden. Bei Lechbruck wechselt er nach Bayerisch Schwaben und über Teile des alten Römerweges nach Kempten, Buchenberg, Rechtis, Weitnau und über die alte Salzstraße nach Weiler-Simmerberg. Hier führt der eine Weg nach Lindau (die Pilgerfahrt wird über den Bodensee und ab Rorschach auf dem Appenzeller Weg fortgesetzt) und der Landweg über den Pfänder nach Bregenz und von dort an die Schweizer Grenze nach St. Margrethen. Bei Wiggensbach-Ermengerst mündet der Münchner Jakobsweg in den Bayerisch-Schwäbischen Jakobsweg, der aus Augsburg kommt, ein. Seit 2005 ist der 449 Kilometer lange Jakobsweg Böhmen–Bayern–Tirol (auch genannt Südostbayerischer Jakobsweg), beginnend an der gotischen St.-Veit-Kirche in Böhmisch Krumau in Tschechien, durch den Böhmerwald über Passau am Inn entlang bis ins Rottal und von dort über Altötting nach Mariastein bis Breitenbach in Tirol[29] und von Salzburg zum Hohenpeißenberg hin ausgeschildert; in Breitenbach hinter Kufstein schließt er an den Tiroler Jakobsweg an. Der voralpine Weg von Salzburg her schließt am Hohenpeißenberg an den Münchner Jakobsweg an.

##### Bayerisch-Schwäbischer Jakobsweg

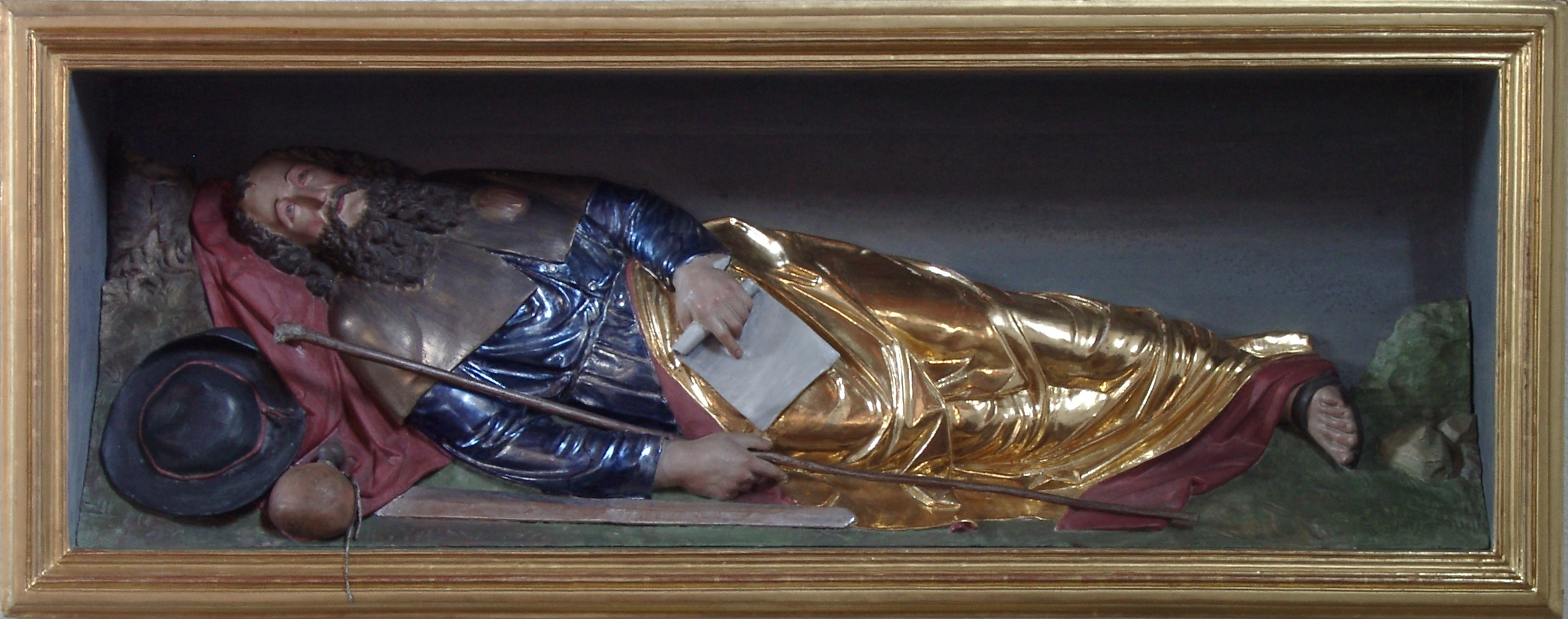
Außergewöhnliche Darstellung des Heiligen Jakobus, liegend am Ölberg, in Wollmetshofen bei Augsburg.

- Die Jakobuspilgergemeinschaft-Augsburg pflegt die Beschilderung des Bayerisch-Schwäbischen Jakobswegs von Oettingen über Augsburg nach Lindau mit den Varianten Augsburg-Oberschönenfeld-Babenhausen-Memmingen und Augsburg-Türkheim-Bad Wörishofen-Ottobeuren. Beide Varianten treffen sich in Bad Grönenbach und führen über Buchenberg-Weiler-Lindenberg nach Lindau (Nonnenhorn St. Jakobus). Seit 2005 führt eine weitere beschilderte Route von Schrobenhausen nach Augsburg.

### Wege der Jakobspilger in Österreich

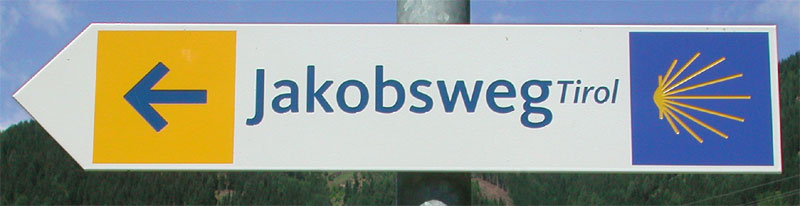
Jakobsweg Tirol

Durch Österreich führen mehrere Wege der Jakobspilger:

#### Hauptwege
1. Der erste Hauptweg von Ost nach West (Jakobsweg Österreich), in den mehrere der nachfolgend genannten Wege einmünden, führt von der slowakischen Grenze bei Bratislava bzw. Wolfsthal über Wien, das Donautal, Linz, Salzburg, kleines deutsches Eck, Inntal, Innsbruck (eine wichtige Station auf dem Jakobsweg ist der Dom zu St. Jakob), Arlberg bis ins Rheintal mit Feldkirch. Der Jakobsweg Landeck–Einsiedeln bildet den Anschluss zur Via Jacobi.
2. Der zweite Hauptweg von Südosten nach West führt von Graz über Maribor (Slowenien), weiter durch das Kärntner Drautal nach Lienz in Osttirol und weiter nach Südtirol (Italien) durch das Pustertal nach Innichen, Bruneck und Brixen in das Eisacktal, wo er auf den von Süden kommenden Jakobsweg trifft und ab Innsbruck in den Jakobsweg Österreich eingebunden wird. Die Jakobswege in Tirol wurden als Jakobsweg Tirol einheitlich beschildert.

#### Weitere Wege
1. Weitere Wege führen, von Norden aus dem süddeutschen Raum und aus Böhmen (Jakobsweg Oberes Mühlviertel bzw. Jakobsweg Böhmen–Bayern–Tirol) kommend, über Rosenheim und Kufstein durch das Inntal weiter nach Westen durch Innsbruck, wo sie auf den Jakobsweg Österreich treffen und gemeinsam mit diesem über den Arlberg durch Vorarlberg mit Bludenz nach Feldkirch führen und von dort weiter nach Liechtenstein und in das Berner Oberland. Jakobsweg Weinviertel

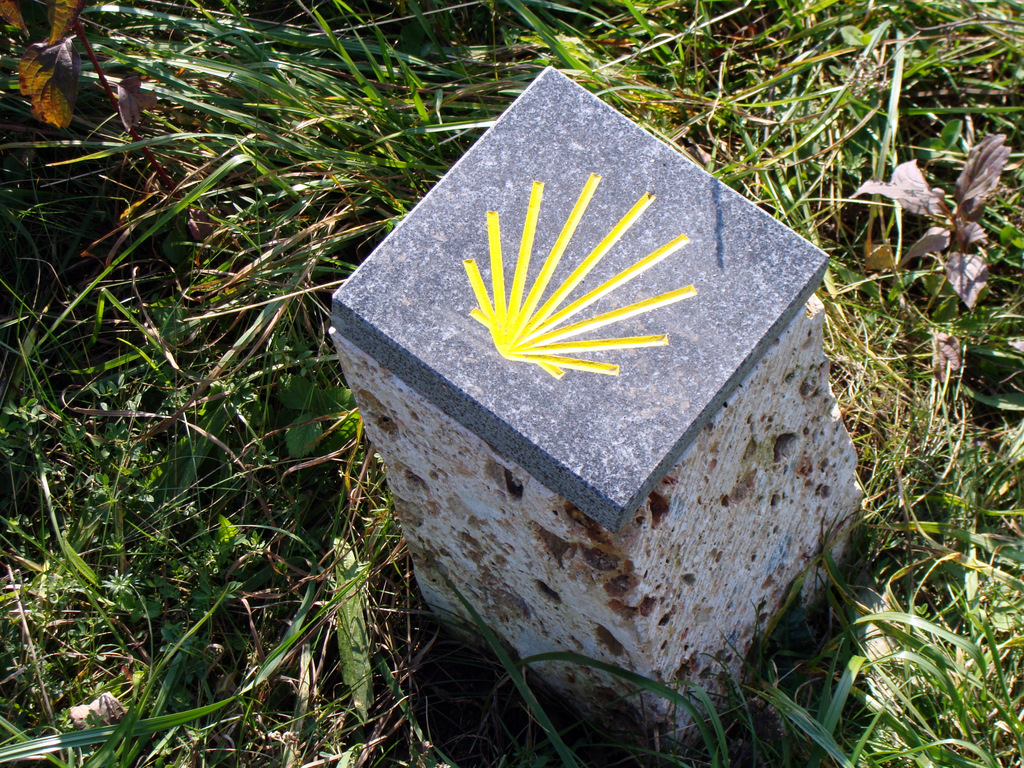
Jakobsweg Weinviertel

2. Von Süden führt der Weg von der Salurner Klause nach Bozen und weiter über Brixen und Sterzing in das Wipptal. Vom Brennerpass führt der Weg nach Innsbruck.
3. Der Jakobsweg Weinviertel führt vom Heiligen Berg bei Mikulov über Mistelbach und Stockerau nach Mautern und schließt an den Jakobsweg Österreich durch das Donautal an. Er wurde im April 2010 eröffnet und hat eine Länge von 162 km.[30] Der nicht ausgeschilderte Jakobsweg Mühlviertel-Ost beginnt in Kautzen im Waldviertel und mündet bei Mauthausen in den Jakobsweg Österreich.
4. Der 2013 eröffnete Jakobsweg Burgenland führt von Frauenkirchen im nördlichen Burgenland über Neusiedl am See nach Haslau-Maria Ellend und schließt dort an den Österreichischen Jakobsweg an.

### Wege der Jakobspilger in Polen
Aus dem Süden des Königreichs Polen zogen die Pilger durch Böhmen und nahmen den Weg über Prag. Hingegen wurde aus den nördlichen Landesteilen der Seeweg ab den Küstenstädten an der Ostsee bevorzugt.
Aus Schlesien gelangte man auf der Via Regia nach Westen. In Jakubów (deutsch Jakobskirch), einem ehemals bedeutenden Wallfahrtszentrum in der Nähe von Glogau mit der über 1.000 Jahre alten Sankt-Jakobus-Apostel-Kirche, dem zweitältesten Sakralbau Schlesiens, beginnt ein Pilgerweg, der über 140 Kilometer über Bunzlau nach Zgorzelec führt. Dort knüpft er an den Ökumenischen Pilgerweg an, der im weiteren Verlauf der Via Regia in Richtung Hessen verläuft. Mit dem Projekt „Von Jakob zu Jakob“ wurde in Jakubow der bisher östlichste Ausgangspunkt Europas für eine ausgeschilderte Pilgerroute nach Santiago de Compostela geschaffen. Das Wegzeichen ist eine weiße Muschel mit rotem Jakobskreuz. Auch Herbergen am Wegrand beleben den Gedanken der mittelalterlichen Pilgerfahrt neu.
In Jakubów entspringt auch die Heilige Jakobusquelle. In Jędrzychowice gibt es Funde mittelalterlicher Spuren von Jakobspilgern.
Die Pilger, die von Kolberg an der Küste entlang pilgern haben in Swinemünde die Möglichkeit, sich weiter über Greifswald bis Rostock zu bewegen, am Oderhaff/Zalew Szczeciński hinunterzulaufen und bei Stettin die Grenze auf dem Jakobsweg Stettin-Berlin zu überqueren oder auf polnischem Boden am östlichen Oderufer gen Süden bis Słubice/Frankfurt (Oder) zu pilgern.
- Świnoujście – Szczecin: Der Jakobsweg von Świnoujście (Swinemünde) nach Szczecin (Stettin) verläuft über Lubin (Lüben), Wolin (Wollin), Goleniów (Gollnow) bis Szczecin.
- Szczecin – Słubice: Der Jakobsweg von Szczecin nach Słubice (Frankfurter Dammvorstadt) / Frankfurt (Oder) verläuft über Gryfino (Greifenhagen), Widuchowa (Fiddichow), Chojna (Königsberg in der Neumark), Cedynia (Zehden), Boleszkowice (Fürstenfelde) und Kostrzyn nad Odrą (Küstrin) bis Słubice, wo die Grenzbrücke über die Oder nach Frankfurt verläuft.

Die Jakobswege in Lebus verlaufen von Bledzew und Łagów (Lagow) über Sulęcin, wo sie sich treffen und bis Ośno Lubuskie gemeinsam verlaufen. Von Ośno Lubuskie geht es getrennt weiter nach Górzyca im Norden und Słubice im Süden.
- Bledzew – Słubice: Von Bledzew geht es über Lubniewice, Sulęcin, Smogóry (Schmagorei), Ośno Lubuskie, Rzepin, Kawalów, nach Słubice.

- Alternativroute Łagów – Sulęcin: Von Łagów (Lagow) geht es in nordwestlicher Richtung über Walewice, Grabów und Ostrów nach Sulęcin, von wo es nach Ośno Lubuskie weitergeht.
- Alternativroute Ośno Lubuskie – Górzyca: Von Ośno Lubuskie geht es in nordwestlicher Richtung über Sienno (Seefeld), Spudłów (Spudlow) bis Górzyca, wo die Oder mit der Fähre überquert wird.

### Wege der Jakobspilger in Tschechien
- Die Nordvariante beginnt in Prag und führt über Beroun, Plasy nach Stříbro und schließt in Tillyschanz an den deutschen Jakobsweg durch die Oberpfalz und Franken an. Die Länge beträgt 256 km.[31]
- Eine südliche Variante beginnt ebenfalls in Prag und führt über Příbram und Klatovy nach Eschlkam an der deutschen Grenze.[31]
- Eine weitere südliche Variante führt von Olomouc über Brno nach Mikulov an der österreichischen Grenze.

### Wege der Jakobspilger in Dänemark
In Jütland verläuft der Jakobsweg auf dem Ochsenweg von Viborg über Vejen zur Eider und nach Hamburg. Dieser ist die historische Landverbindung über Flensburg, Schleswig, Rendsburg und Neumünster in Richtung Hamburg und Stade. Er bezeichnete keine befestigte Trasse, sondern ist teilweise ein Geflecht von nebeneinander herlaufenden Wegen. Seine Ursprünge liegen möglicherweise in der Bronzezeit. Später wurde er dann von Pilgern begangen. Seit 1998 ist der Ochsenweg als Radfernweg ausgewiesen.

### Ratgeber
- Raimund Joos: Pilgern auf den Jakobswegen. 8. Auflage. Conrad Stein Verlag, Welver 2014, ISBN 978-3-86686-394-1.
- Raimund Joos: Warum der Schuh beim Gehen w e i t e r wird. Der spirituelle Jakobsweg-Coach. 3. Auflage. Tyrolia, Innsbruck 2015, ISBN 978-3-7022-2824-8.
- Martin Thull: Kleines Pilger-ABC. 2. Auflage. Vier-Türme-Verlag, Münsterschwarzach 2015, ISBN 978-3-89680-896-7.

### Wegbeschreibungen

#### Länderübergreifend
- Berthold Burkhardt, Hans-Jörg Bahmüller: Der Jakobsweg vom Bodensee zur Burgundischen Pforte, Lindau – Konstanz – Waldshut – Basel – Héricourt. Jakobsweg-Team, Winnenden 2019, ISBN 978-3-9816404-8-9.
- Renate Florl: Via Francigena – Von Lausanne nach Rom. 1. Auflage. Bergverlag Rother, München 2013, ISBN 978-3-7633-4426-0.
- Hermann Hass: Portugal Spanien. Jakobsweg Ostportugal: Via Lusitana von der Algarve nach Ourense. 2. Auflage. Conrad Stein Verlag, Welver 2017, ISBN 978-3-86686-548-8.
- Raimund Joos: Portugal, Spanien. Jakobsweg Caminho Portugues. Von Porto nach Santiago de Compostela. 7. Auflage. Conrad Stein Verlag, Welver 2014, ISBN 978-3-86686-425-2.
- Jürgen Kaiser: Jakobswege in Europa. 1. Auflage. Theiss, Stuttgart 2008, ISBN 978-3-8062-2103-9.
- Annette Heusch-Altenstein, Karlheinz Flinspach, Paul Poell: Jakobswege. Wege der Jakobspilger zwischen Rhein und Maas – Band 3. In 12 Etappen zu Fuß und per Rad vom Niederrhein und von Aachen über Maastricht nach Belgien. Hrsg.: Landschaftsverband Rheinland/Stichting Pelgrimswegen naar St. Jacob. 2. Auflage. J. P. Bachem Verlag, Köln 2008, ISBN 3-7616-1673-2.
- Kathrin Hützen: Der portugiesische Weg : Von Lissabon nach Santiago de Compostela inkl. Fátima. 2. Auflage. Hützen & Partner Verlag, St. Gallen 2013, ISBN 978-3-906189-05-5.
- Michael Moll: Der Jakobsweg in Belgien. Via Mosana in 18 Etappen. 1. Auflage. Grenzecho-Verlag, Eupen 2013, ISBN 978-3-86712-073-9.
- Wolfgang W. Meyer: Jakobswege / Württemberg – Baden – Franken – Schweiz. 5. Auflage. Silberburg-Verlag, Tübingen 2006, ISBN 3-87407-726-8.
- Raymond Oursel, Claude Jean-Nesmy: Pilgerwege nach Santiago de Compostela durch Frankreich und Spanien. Würzburg 1990.
- Norbert Rother, Ingrid Retterarth: Deutschland/Frankreich: Jakobsweg von Trier nach Vézelay. 2. Auflage. Conrad Stein Verlag, Welver 2013, ISBN 978-3-86686-408-5.
- Ingrid Retterath: Jakobsweg von Trier nach Le Puy. 2. Auflage. Conrad Stein Verlag, Welver 2014, ISBN 978-3-86686-211-1.
- Sankt Jakobs Bruderschaft Österreich (Hrsg.): Pilgerführer Caminho Portugués. 4. Auflage. Sulz im Wienerwald 2010.
- Bert Teklenborg: Auf Jakobswegen: von Süddeutschland durch die Schweiz nach Le Puy und Arles in Frankreich. 2. Auflage. Salem Edition, Salem 2004, ISBN 978-3-9805535-2-0.
- Bert Teklenborg: Jakobsweg der Freude – von Strasbourg nach Santiago. 4. Auflage. Salem Edition, Salem 2008, ISBN 978-3-9805535-0-6.
- Bert Teklenborg: Radwandern entlang des Jakobswegs: vom Rhein an das westliche Ende Europas. 3. Auflage. Salem Edition, Salem 2007, ISBN 978-3-9805535-1-3.
- Walter Töpner: Wege der Jakobspilger: Rheinland, Eifel, Lothringen, Burgund: Köln – Trier – Metz – Vézelay. 1. Auflage. Paulinus Verlag GmbH, Trier 2003, ISBN 3-7902-1310-1.
- Jens M. Warnsloh: Belgien Jakobsweg: Via Mosana: Aachen – Brûly. 1. Auflage. Conrad-Stein-Verlag, Welver 2004, ISBN 3-89392-539-2.
- Uwe Ziebold: Jakobsweg: Rhein-Maas-Weg: Von Millingen (NL) über Goch (D) nach Liège (B). 1. Auflage. Conrad-Stein-Verlag, Welver 2008, ISBN 978-3-86686-225-8.

#### Spanien
- José María Anguita Jaen: Der Jakobsweg – Ein praktischer Reiseführer für den Pilger. 4. Auflage. Editorial Everest, León 2007, ISBN 978-84-241-0422-1.
- Joan Fiol Boada: Der Jakobsweg – Von Montserrat und von Saint Jean Pied de Port. 1. Auflage. Hampp, Stuttgart 2007, ISBN 978-3-936682-10-6.
- Tobias Büscher: Galicien und der Jakobsweg. 4. Auflage. DuMont Reiseverlag, Ostfildern 2007, ISBN 978-3-7701-5705-1.
- Dietrich Höllhuber, Werner Schäfke: Der spanische Jakobsweg – Landschaft, Geschichte und Kunst auf dem Weg nach Santiago de Compostela. 2. Auflage. DuMont, Köln 2000, ISBN 3-7701-4862-2.
- Rod Hützen, Eliana Heim: Camino de la Costa – Camino del Norte. 1. Auflage. Hützen & Partner Verlag, St. Gallen 2010, ISBN 978-3-9523633-0-0.
- Rod Hützen: Camino Ingles – Der Englische Weg. 1. Auflage. Hützen und Partner Verlag, St. Gallen 2012, ISBN 978-3-9523633-6-2.
- Raimund Joos, Michael Kasper: Jakobsweg, Via de la Plata. Mozarabischer Jakobsweg. 6. Auflage. Conrad Stein Verlag, Welver 2014, ISBN 978-3-86686-251-7.
- Raimund Joos, Michael Kasper: Nordspanien – Jakobsweg – Camino Primitivo. 4. Auflage. Conrad Stein Verlag, Welver 2012, ISBN 978-3-86686-382-8.
- Raimund Joos, Michael Kasper: Nordspanien – Jakobsweg – Küstenweg. 10. Auflage. Conrad Stein Verlag, Welver 2012, ISBN 978-3-86686-376-7.
- Raimund Joos, Michael Kasper: Spanien – Camino Francés. 16. Auflage. Conrad Stein Verlag, Welver 2013, ISBN 978-3-86686-381-1.
- Cordula Rabe: Jakobsweg – Camino del Norte/ Küstenweg. 2. Auflage. Bergverlag Rother, München 2012, ISBN 978-3-7633-4392-8.
- Cordula Rabe: Spanischer Jakobsweg – Von den Pyrenäen bis Santiago de Compostela. 8. Auflage. Bergverlag Rother, München 2013, ISBN 978-3-7633-4330-0.
- Cordula Rabe: Via de la Plata. 2. Auflage. Bergverlag Rother, München 2011, ISBN 978-3-7633-4333-1.
- Sankt Jakobs Bruderschaft Österreich (Hrsg.): Pilgerführer über die Nordwege Spaniens. Los Caminos del Norte: Camino de la Costa, el Camino Interno, el Camino Primitivo. 11. Auflage. Sulz im Wienerwald 2012.
- Ulrich Wegner: Wandern auf dem Spanischen Jakobsweg. DuMont, Köln 1999, ISBN 3-7701-4770-7.

#### Frankreich
- Association Rhône-Alpes des Amis de Saint-Jacques (Hrsg.): Chemin de Saint-Jacques de Genève au Puy-en-Velay / Jakobsweg Genf – Le Puy-en-Velay. Renseignements pratiques / praktische Auskünfte. jährliche Aktualisierung Auflage.
- Berthold Burkhardt, Hans-Jörg Bahmüller: Der Jakobsweg von Thann bis Taizé/Cluny. Jakobsweg-Team, Winnenden 2019, ISBN 978-3-9812350-2-9.
- Berthold Burkhardt, Hans-Jörg Bahmüller: Der Jakobsweg von Thann bis Vézelay. Jakobsweg-Team, Winnenden 2019, ISBN 978-3-9812350-1-2.
- Hartmut Engel: Frankreich: Jakobsweg Via Gebennensis von Genf nach Le Puy-en-Velay. 9. Auflage. Conrad Stein Verlag, Welver 2014, ISBN 978-3-86686-340-8.
- Hartmut Engel, Norbert Rother: Frankreich: Jakobsweg Via Podiensis. 9. Auflage. Conrad Stein Verlag, Welver 2013, ISBN 978-3-86686-441-2.
- Bettina Forst: Französischer Jakobsweg – Le Puy bis Pyrenäen. 3. Auflage. Bergverlag Rother, München 2012, ISBN 978-3-7633-4350-8.
- Bettina Forst: Französischer Jakobsweg – Straßburg bis Le Puy. 1. Auflage. Bergverlag Rother, München 2009, ISBN 978-3-7633-4366-9.
- Ursula Kopp, Heribert Kopp: Der Jakobsweg im Elsass, Speyer – Wissembourg – Thann, mit den Zubringerwegen von Kehl und Breisach. Jakobsweg-Team, Winnenden 2019, ISBN 978-3-00-022723-3.
- Randolf Fügen: Frankreich: Jakobsweg Via Lemovicensis. 3. Auflage. Conrad Stein Verlag, Welver 2012, ISBN 978-3-89392-566-7.
- Norbert Rother: Frankreich: Jakobsweg Via Tolosana. 2. Auflage. Conrad Stein Verlag, Welver 2011, ISBN 978-3-86686-162-6.
- Sankt Jakobs Bruderschaft Österreich (Hrsg.): Via Gebennensis & Podiensis. Der Jakobsweg durch Frankreich von Genf bis zu den Pyrenäen und weiter nach Saint Jean Pied de Port. 9. Auflage. Sulz im Wienerwald 2010.
- Heinrich Wipper: Wandern auf dem Französischen Jakobsweg. Via Podiensis. 1. Auflage. DuMont Reiseverlag, Ostfildern 2008, ISBN 978-3-7701-8009-7.

#### Deutschland

##### Allgemein
- Jürgen Kaiser: Jakobswege in Deutschland. 1. Auflage. Konrad Theiss Verlag, Stuttgart 2006, ISBN 3-8062-1965-6.
- Christoph Kühn: Pilgerwege in Deutschland – Eine Zwischenbilanz 1987–2007. In: Margot Käßmann (Hrsg.): Mit Leib und Seele auf dem Weg – Handbuch des Pilgerns in der hannoverschen Landeskirche. 1. Auflage. Lutherisches Verlagshaus, Hannover 2007, ISBN 978-3-7859-0946-1, S. 204–209.

##### Norddeutschland
- Margot Käßmann (Vorwort), Heidrun Konrad (Vorwort), Ingeborg Helms (Bearbeitung): Wege der Jakobspilger in Norddeutschland „Soroptimistweg“: Von Itzehoe über Stade nach Bremen. 1. Auflage. Eigenverlag Ingeborg Helms, Stade 2008, ISBN 978-3-00-024776-7.
- Jakobswege: Jakobswege, Wege der Jakobspilger in Bremen und Niedersachsen, Bd. 7: von Bremen über Vechta nach Osnabrück. J.P. Bachem Verlag, Köln 2008, ISBN 978-3-7616-2171-4.

##### Ost- und Mitteldeutschland
- Ev.-luth. Landesjugendpfarramt Sachsen (Hrsg.): Der Ökumenische Pilgerweg durch Sachsen, Sachsen-Anhalt und Thüringen. 1. Auflage. Dresden 2003.
- Lina Lisa Kolbitz, Laura Murzik: Auf dem Jakobsweg durch Brandenburg. Von der Oder bis nach Berlin. Hrsg.: Ulrich Knefelkamp. 2. Auflage. edition q im be.bra verlag, Berlin 2008, ISBN 978-3-86124-618-3.
- Lars Franke, Michael Priebe: Auf den Spuren vom Jakobsweg Mecklenburg-Vorpommern. 1. Auflage. Steffen Verlag, Friedland 2011, ISBN 978-3-940101-92-1.
- Renate Florl: Der Jakobsweg von Erfurt bis Rothenburg ob der Tauber. Jakobsweg-Team, Winnenden 2019, ISBN 978-3-9812350-9-8.

##### Nordrhein-Westfalen
- Annette Heusch-Altenstein, Karlheinz Flinspach: Jakobswege. Wege der Jakobspilger im Rheinland. Bd. 1: In 8 Etappen von Wuppertal-Beyenburg nach Aachen. 4. Auflage. J.P. Bachem Verlag, Köln 2008, ISBN 3-7616-1465-9.
- Annette Heusch-Altenstein, Karlheinz Flinspach, Gabriele Harzheim, Heinrich Wipper: Jakobswege. Wege der Jakobspilger im Rheinland, Bd. 2: In 13 Etappen zu Fuß und per Rad von Köln und Bonn über Trier nach Perl/Schengen am Dreiländereck von Deutschland, Luxemburg und Frankreich. 3. Auflage. J.P. Bachem Verlag, Köln 2007, ISBN 3-7616-1600-7.
- Annette Heusch-Altenstein, Christoph Kühn: Jakobswege. Wege der Jakobspilger in Rheinland und Westfalen. Band 5: In 7 Etappen von Marburg über Siegen nach Köln. 1. Auflage. J.P. Bachem Verlag, Köln 2007, ISBN 978-3-7616-2065-6.
- Annette Heusch-Altenstein, Christoph Kühn: Jakobswege. Wege der Jakobspilger im Rheinland, Bd. 4: In 10 Etappen von Nimwegen über Kleve und Xanten nach Köln, mit Anschlüssen von Emmerich und Wesel. 1. Auflage. J.P. Bachem Verlag, Köln 2009, ISBN 978-3-7616-2191-2.
- Annette Heusch-Altenstein, Christoph Kühn: Jakobswege. Wege der Jakobspilger in Rheinland und Westfalen. Band 9: In 9 Etappen von Dortmund über Essen und Düsseldorf nach Aachen. 1. Auflage. J.P. Bachem Verlag, Köln 2010, ISBN 978-3-7616-2381-7.
- Michael Moll, Bianca Schumann: NRW: Jakobsweg von Paderborn nach Aachen. 1. Auflage. Conrad Stein Verlag, Welver 2005, ISBN 3-89392-547-3.
- Ingrid Retterath: Jakobsweg Via Coloniensis von Köln nach Trier. 2. Auflage. Conrad-Stein-Verlag, Welver 2020, ISBN 978-3-86686-628-7.
- Annemarie Schmoranzer: Wege der Jakobuspilger im Kurkölnischen Sauerland. 7. Auflage. Dietrich-Coelde-Verlag, Werl 1994, ISBN 3-87163-206-6.
- Ulrike Spichal, Horst Gerbaulet: Jakobswege.Wege der Jakobspilger in Westfalen, Bd. 6: In 12 Etappen zu Fuß und per Rad von Osnabrück über Münster und Dortmund nach Wuppertal-Beyenburg. 2. Auflage. J.P. Bachem Verlag, Köln 2008, ISBN 978-3-7616-2210-0.

##### Rheinland-Pfalz und Saarland
- Franz Blaeser, Michael Kaiser, Hans Ries, Wolfgang Scholz: Linksrheinischer Jakobsweg von Köln nach Bingen. 1. Auflage. Conrad Stein Verlag, Welver 2014, ISBN 978-3-86686-464-1.
- Franz Blaeser, Dieter Press, Heinz Schaefer, Wolfgang Scholz: Unterwegs auf dem Eifel-Camino. 1. Auflage. Books on Demand, Norderstedt 2011, ISBN 978-3-8423-7082-1.
- Paul Burgard, Ludwig Linsmayer (Hrsg.): Jakobswege an Saar, Blies und Mosel. Wanderführer für die Region. 1. Auflage. Saarland Landesarchiv, Saarbrücken 2006, ISBN 978-3-9808556-5-5.
- Christine Halfmann: Jakobsweg Rheinhessen – Von Bingen nach Worms mit allen Schleifen und der Alternativroute – Auf über 100 km Rheinhessen bepilgern. 1. Auflage. Eigenverlag, Appenheim 2009, ISBN 978-3-00-027599-9.
- Karl-Heinz Jung: Mosel-Camino von Koblenz-Stolzenfels nach Trier. 1. Auflage. Conrad Stein Verlag, Welver 2013, ISBN 978-3-86686-320-0.
- Karl-Josef Schäfer, Wolfgang Welter: Ein Jakobsweg von Koblenz-Stolzenfels nach Trier: Der Pilgerwanderführer für den Mosel-Camino. 1. Auflage. Books on Demand, Norderstedt 2009, ISBN 978-3-8334-9888-6.
- Karl-Josef Schäfer: Der Jakobsweg von Wetzlar nach Lahnstein: Ein Pilgerwanderführer für den Lahn-Camino. 3. Auflage. Books on Demand, Norderstedt 2009, ISBN 978-3-8334-9475-8.

##### Bayern und Baden-Württemberg
- Maximilian Bogner: Auf dem Jakobsweg durch Südost-Bayern: Von Passau über Altötting nach Kufstein und von Salzburg zum Hohen Peißenberg. 1. Auflage. Tyrolia-Verlag, Innsbruck 2004, ISBN 3-7022-2565-X.
- Berthold Burkhardt, Renate Florl, Centa Schmid: Der Jakobsweg von Rothenburg ob der Tauber bis Rottenburg am Neckar. Jakobsweg-Team, Winnenden 2019, ISBN 978-3-00-014351-9.
- Bettina Forst: Südwestdeutsche Jakobswege: Von Würzburg nach Straßburg, Waldshut-Tiengen und an den Bodensee. 1. Auflage. Bergverlag Rother, München 2010, ISBN 978-3-7633-4363-8.
- Renate Florl: Der Jakobsweg von Neresheim bis Rottenburg: mit dem Göppinger GesundheitsPfad. Jakobsweg-Team, Winnenden 2019, ISBN 978-3-9812350-4-3.
- Renate Florl: Der Jakobsweg von Rothenburg ob der Tauber bis zum Kaiserdom in Speyer. Jakobsweg-Team, Winnenden 2018, ISBN 978-3-9812350-5-0.
- Renate Florl: Der Jakobsweg von Rottenburg am Neckar bis Thann im Elsass. Jakobsweg-Team, Winnenden 2019, ISBN 978-3-00-020868-3.
- Renate Florl: Der Jakobsweg von Erfurt bis Rothenburg ob der Tauber. Jakobsweg-Team, Winnenden 2019, ISBN 978-3-9812350-9-8.
- Gerhilde Fleischer (Hrsg.): Jakobusweg, Bd. I,1: Nürnberg, Schwabach, Abenberg, Kalbensteinberg, Gunzenhausen. 3. Auflage. Schwabenverlag, Ostfildern 2007, ISBN 978-3-7966-0945-9.
- Gerhilde Fleischer (Hrsg.): Jakobusweg, Bd. I,2: Gunzenhausen, Markt Heidenheim, Oettingen, Nördlingen, Neresheim, Giengen, Nerenstetten, Ulm. 3. Auflage. Schwabenverlag, Ostfildern 2007, ISBN 978-3-7966-0945-9.
- Gerhilde Fleischer (Hrsg.): Jakobusweg, Bd. 2: Ulm, Oberdischingen, Äpfingen, Biberach, Steinhausen, Bad Waldsee. 6. Auflage. Schwabenverlag, Ostfildern 2008, ISBN 3-7966-0905-8.
- Gerhilde Fleischer (Hrsg.): Jakobusweg, Bd. 3: Bad Waldsee, Weingarten, Ravensburg, Bronchenzell, Markdorf, Meersburg, Konstanz. 8. Auflage. Schwabenverlag, Ostfildern 2008, ISBN 3-7966-0798-5.
- Fränkischer Albverein (Hrsg.): Auf dem Jakobsweg von Tillyschanz über Schwandorf nach Nürnberg. 1. Auflage. Verlag Seehars, Uffenheim 1997, ISBN 3-927598-22-4.
- Fränkischer Albverein (Hrsg.): Auf dem Jakobsweg von Nürnberg über Heilsbronn nach Rothenburg ob der Tauber. 1. Auflage. Verlag Seehars, Uffenheim 1995, ISBN 3-927598-18-6.
- Monika Hanna: Der fränkische Jakobsweg. Wandern auf dem Pilgerweg von Kronach über Lichtenfels nach Nürnberg. 1. Auflage. Langen/Müller, München 2006, ISBN 978-3-7844-3047-8.
- Monika Hanna: Der Münchner Jakobsweg. Wandern auf dem Pilgerweg von München an den Bodensee. 3. Auflage. Langen/Müller, München 2004, ISBN 3-7844-2978-5.
- Barbara Massion (Hrsg.): Auf jakobswegen von München an den Bodensee mit Zugangsweg von Freising zum Ammersee. 7. Auflage. Vier-Türme-Verlag, Münsterschwarzach 2014, ISBN 978-3-89680-856-1.
- Wolfgang Lipp: Der Weg nach Santiago. Jakobuswege in Süddeutschland. 1. Auflage. Süddeutsche Verlagsgesellschaft, Ulm 1991, ISBN 3-88294-164-2.
- Fredy Meyer: Du stellst meine Füße auf weiten Raum (Psalm 31,9). Jakobswege zwischen Neckar und Bodensee. 1. Auflage. Eigenverlag, Stockach 2007, ISBN 978-3-921413-96-8.
- Wolfgang W. Meyer: Jakobswege. Württemberg, Baden, Franken, Schweiz. 5. Auflage. Silberburg-Verlag, Tübingen 2006, ISBN 3-87407-726-8.
- Hans J. Kolbinger: Auf dem Jakobsweg von Prag über Regensburg und Eichstätt bis nach Donauwörth: Der Ostbayerische Jakobsweg und die tschechische Südvariante. 1. Auflage. Tyrolia-Verlag, Innsbruck 2006, ISBN 3-7022-2728-8.

#### Österreich
- Helmut Betz: Der Erde nah, dem Himmel entgegen – Ein Pilgerführer für die Alpen. 1. Auflage. Kösel-Verlag, München 2009, ISBN 978-3-466-36849-5.
- Peter Lindenthal: Auf dem Jakobsweg durch Österreich. Von Preßburg über Wien, Linz, Salzburg, Innsbruck und Feldkirch nach Maria Einsiedeln. 7. Auflage. Tyrolia, Innsbruck 2008, ISBN 3-7022-2199-9.
- Fritz Peterka: Jakobs- und Marienpilgerweg Mähren – Weinviertel, Brno – Krems/Mautern. 1. Auflage. Berg und Wanderverein Wienerland, Langenzersdorf 2010, ISBN 978-3-900451-46-2.
- Sankt Jakobs Bruderschaft Österreich (Hrsg.): Der Jakobsweg durch Süd-Österreich. Der Jakobsweg von Graz über Slowenien, Kärnten und Italien, über Innsbruck nach Feldkirch und zur Grenze nach Liechtenstein. 4. Auflage. Sulz im Wienerwald 2010.

#### Polen
- Stiftung Franziskanerdorf (Hrsg.): Der Jakobsweg, ein ökumenischer Pilgerpfad. Via Regia Niederschlesien. 1. Auflage. Lubomierz-Janice 2007, ISBN 978-83-924296-2-3.
- Esther Zeiher (Hrsg.): Ekumeniczny Szlak Patniczy. Przez Saksonie, Saksonie-Anhalt i Turyngie. 1. Auflage. Münsterschwarzach 2015, ISBN 978-83-938400-2-1.

#### Portugal
- Hermann Hass: Portugal Spanien: Jakobsweg Ostportugal Via Lusitana: von der Algarve nach Ourense. 2. Auflage. Conrad Stein Verlag, Welver 2017, ISBN 978-3-86686-548-8.
- John Brierley: A Pilgrim’s Guide to the Camino Portugues: Lisboa, Porto, Santiago. 1. Auflage. Findhorn Press Ltd., Forres 2011, ISBN 978-1-84409-530-8.
- Kathrin Hützen: Caminho Português – Der portugiesische Weg: Von Lissabon nach Santiago de Compostela. 2. Auflage. Hützen & Partner Verlag, St. Gallen 2013, ISBN 978-3-9523633-4-8.
- Raimund Joos: Jakobsweg Caminho Português von Porto nach Santiago de Compostela. 4. Auflage. Conrad Stein Verlag, Welver 2011, ISBN 978-3-86686-337-8.

#### Tschechien
- Hans-Jörg Bahmüller, Hans-J. Kischel, Robert Maier, Jirí Podlesný: Der Jakobsweg von Prag bis Tillyschanz/Eslarn. Jakobsweg-Team, Winnenden 2018, ISBN 978-3-9812350-3-6.
- Fritz Peterka: Jakobs- und Marienpilgerweg Mähren – Weinviertel, Brno – Krems/Mautern. 1. Auflage. Berg und Wanderverein Wienerland, Langenzersdorf 2010, ISBN 978-3-900451-46-2.

#### Schweiz
- Renate Florl: Jakobsweg Schweiz. 2. Auflage. Bergverlag Rother, München 2014, ISBN 978-3-7633-4068-2.
- Hartmut Engel: Schweiz: Jakobsweg vom Bodensee zum Genfer See. 5. Auflage. Conrad Stein Verlag, Welver 2008, ISBN 978-3-86686-117-6.
- Hartmut Witschi: Wandern auf dem Jakobsweg. Vom Bodensee zum Vierwaldstättersee. 2. Auflage. Appenzeller Verlag, Herisau 2002, ISBN 3-85882-210-8.
- Jolanda Blum: Jakobswege durch die Schweiz. 7. Auflage. Ott Verlag, Thun 2007, ISBN 3-7225-0089-3.
- Dieter Trachsler: Pilgerwege der Schweiz: Jakobsweg, Schwabenweg: Konstanz – Einsiedeln, unter besonderer Berücksichtigung des Zürcher Oberlandes. Hrsg.: Zürcher Wanderwege. 2. Auflage. Zürcher Wanderwege, Wetzikon 2000.
- Stefan Gribi: Ein gutes Stück Weg: auf dem Jakobsweg von Einsiedeln nach Rüeggisberg. Caritas-Verlag, Luzern 1999, ISBN 3-85592-057-5.
- Wolfgang Hörer: Unterwegs sein auf dem Jakobsweg: auf den Weg gehen, Wegbeschreibung von Rorschach nach Romont durchs Berner Oberland. 1. Auflage. Volkswirtschaftskammer Berner Oberland, Interlaken 2000.
- Hans Peter Mathis (Hrsg.): Pilgerwege der Schweiz: Schwabenweg. Auf dem Pilgerweg nach Santiago de Compostela: Konstanz – Einsiedeln. Thur Druck, Frauenfeld 1993, ISBN 3-9520375-0-8.
- Sankt Jakobs Bruderschaft Österreich (Hrsg.): Pilgerführer durch die Schweiz. Der Jakobsweg von Feldkirch über Liechtenstein in die Schweiz nach Einsiedeln und weiter durch die Innerschweiz über Fribourg, Lausanne nach Genf. 10. Auflage. Sulz im Wienerwald 2010.

### Pilgerberichte
- Hans Aebli: Santiago, Santiago… Auf dem Jakobsweg zu Fuß durch Frankreich und Spanien. 8. Auflage. Klett-Cotta, Stuttgart 2004, ISBN 3-608-95396-5.
- Thomas Bauer: 2500 Kilometer zu Fuß durch Europa: Auf Jakobswegen vom Bodensee zum Ende der Welt. 4. Auflage. Wiesenburg-Verlag, Schweinfurt 2008, ISBN 3-937101-86-1.
- Dorothea Braun: Santiago, westwärts. 3. Auflage. Vier-Türme-Verlag, Münsterschwarzach 2015, ISBN 3-89680-968-7.
- Ueli Brunner: Ultreïa – immer weiter! In zehn Monaten auf Pilgersfüssen von Zürich nach Santiago de Compostela und zurück. 1. Auflage. Ultreïa, Zürich 2000, ISBN 3-9521534-1-9.
- Günter Fandel: Gemeinsam auf dem Jakobsweg – Eine Familie pilgert nach Santiago. 1. Auflage. Peter Lang, Frankfurt am Main 2005, ISBN 3-631-54689-0.
- Nancy Louise Frey: Santiagopilger unterwegs und danach. 1. Auflage. Manfred Zentgraf, Volkach 2002, ISBN 3-928542-50-8 (englisch: Pilgrim stories. Dissertation University of California, Berkeley).
- Markus Frohn: Der Traum vom Sternenweg. Zu Fuß von Aachen nach Santiago de Compostela. 1. Auflage. Books on Demand, Norderstedt 2004, ISBN 3-8334-1495-2.
- Franz Gattinger, Reinhard Gattinger: Buen Camino – Der Jakobsweg. 1. Auflage. Ernst Denkmayr, Linz 2003, ISBN 3-902257-38-5.
- Rudolf Gruber: Tagebuch eines Pilgers nach Santiago de Compostela. 1. Auflage. Wimmer, Linz 1976.
- Barbara Haab: Weg und Wandlung; zur Spiritualität heutiger Jakobspilger und -pilgerinnen (= Praktische Theologie im Dialog. Band 15). 1. Auflage. Academic Press Fribourg, Freiburg (CH) 1998, ISBN 3-7278-1159-5 (zugleich Dissertation Universität Zürich, 1996).
- Christian Haase: Pilgern auf dem Jakobsweg. Unterwegs auf dem ökumenischen Pilgerweg. Meine Pilgerwanderung von Görlitz nach Vacha. XINXII, 2008 (E-Book).
- Ulrich Hagenmeyer: Das Ziel ist der Weg. Auf dem Jakobsweg nach Santiago de Compostela. 6. Auflage. Kreuz Verlag, Stuttgart 2007, ISBN 3-7831-2205-8.
- Klaus Herbers (Hrsg.): Deutsche Jakobspilger und ihre Berichte (= Jakobus-Studien. Band 1). Tübingen 1988.
- Hermann Künig von Vach: Die Straß zu Sankt Jakob. Der älteste Pilgerführer nach Santiago de Compostela. Mit Originaltexten der Ausgabe von 1495. Hrsg.: Klaus Herbers, Robert Plötz. 1. Auflage. Thorbecke, Ostfildern 2004, ISBN 3-7995-0132-0.
- Herbert Hirschler: Himmel, Herrgott, Meer, Musik: Der 'andere' Jakobsweg auf der Ruta del Norte. 4. Auflage. Leykam, Graz 2013, ISBN 978-3-7011-8045-5.
- Herbert Hirschler: Himmel, Herrgott, Portugal: Der portugiesische Jakobsweg. 3. Auflage. Leykam, Graz 2017, ISBN 978-3-7011-8045-5.
- Kathrin Hützen: Caminho Portugues: Von Lissabon nach Santiago de Compostela. 2. Auflage. Hützen & Partner Verlag, St. Gallen 2014, ISBN 978-3-9523633-1-7.
- Rod Hützen: Camino del Norte/Camino de la Costa: Der Jakobsweg für Motorradfahrer – In acht Tagen bis ans Ende der Welt. 1. Auflage. Hützen & Partner Verlag, St. Gallen 2011, ISBN 978-3-9523633-1-7.
- Gerhard Jansen: Einfach hin und weg. Auf dem Jakobsweg bis ans Ende der Welt. 1. Auflage. tredition, Hamburg 2008, ISBN 978-3-86850-121-6.
- Anika Jübner: Geschichten vom Pilgern – Ein Rucksack erzählt. 1. Auflage. Books on Demand, Norderstedt 2012, ISBN 978-3-8423-3517-2.
- Stephan Jürgens: Vom Einzelpilger zum Stammtischpilger : Mein Camino des Santiago; Als Wanderer auf dem Jakobsweg. 1. Auflage. Books on Demand, Norderstedt 2010, ISBN 978-3-8391-6436-5.
- Hape Kerkeling: Ich bin dann mal weg – Meine Reise auf dem Jakobsweg. 72. Auflage. Malik, München 2008, ISBN 3-89029-312-3.
- Hanspeter Kindler: Mit Schopenhauer auf dem Jakobsweg. Eine unartige Winterreise durch die Schweiz. 1. Auflage. Chaitanya-Verlag, Zürich 2007, ISBN 978-3-9522787-8-9.
- Elisabeth Klose: Raum in der Herberge – Hospitalera am Jakobsweg. 1. Auflage. projekte verlag, Halle 2004, ISBN 3-937027-61-0.
- Ferdinand Ledwig: Auf dem Jakobsweg. Tagebuch einer spirituellen Reise zu den vorchristlichen Kultstätten. 1. Auflage. Schirner, Darmstadt 2004, ISBN 3-89767-184-0.
- Shirley MacLaine: Der Jakobsweg – eine spirituelle Reise. 1. Auflage. Goldmann, München 2001, ISBN 3-442-44906-5.
- Reinhard Mandl, Peter Lindenthal: Jakobsweg Österreich. 1. Auflage. Tyrolia, Innsbruck 2006, ISBN 3-7022-2794-6.
- Jochen Mangelsen, Philipp Alexander Schmitt: Chorizo, Sirenen und wilde Gänse – Der Jakobsweg. Ein Tagebuch. 1. Auflage. Manfred Zentgraf, Volkach 2006, ISBN 3-928542-58-3.
- Hans-Walter Mende: Pedro, das Pilgerpferd. 3200 Kilometer Wanderritt von Deutschland nach Spanien – erzählt aus der Sicht des Pferdes. 3. Auflage. Fölbach, Koblenz 2006, ISBN 978-3-923532-78-0.
- Tim Moore: Zwei Esel auf dem Jakobsweg. 3. Auflage. Covadonga Verlag, Bielefeld 2005, ISBN 3-936973-18-0.
- Arthur W. Müller: 81 Tage auf dem Jakobsweg – von Reinach/Basel nach Santiago de Compostela. 1. Auflage. pro sana, Basel 2010, ISBN 978-3-9523684-0-4.
- Thomas Nitschke: Ich bleib lieber hier – Auf dem Jakobsweg durch Sachsen. 1. Auflage. traveldiary Reiseliteratur-Verlag, Hamburg 2013, ISBN 978-3-941796-99-7.
- Birgit Reichwein, Andrea Brückner (Hrsg.): Pilgerstimmen: Erlebtes und Gefühltes auf dem Jakobsweg – Pilger berichten. 1. Auflage. Books on Demand, Norderstedt 2013, ISBN 978-3-8482-5907-6.
- Adrien Ries: Camino de Santiago. Ein Pilgergang von Bivels nach Santiago de Compostela. Editions Saint-Paul, Luxemburg 1989, ISBN 2-87963-078-9.
- Klaus Schönberg: Hungrig ist meine Seele. Ein geistlicher Pilgerführer für den Jakobsweg. 1. Auflage. R. Brockhaus Verlag, Wuppertal 2007, ISBN 978-3-417-26708-2.
- Wolfgang Scholz: Unterwegs auf dem Jakobsweg nach Santiago von Wetzlar nach Trier. 2. Auflage. Books on Demand, Norderstedt 2012, ISBN 978-3-8423-2679-8.
- Wolfgang Scholz: Unterwegs auf dem Jakobsweg nach Santiago von Trier nach Vézelay. 1. Auflage. Books on Demand, Norderstedt 2013, ISBN 978-3-7322-8037-7.
- Bettina Selby: Der Jakobsweg. Mit dem Fahrrad nach Santiago de Compostela. 5. Auflage. Piper, München 2007, ISBN 3-492-24140-9.
- Stefan Selle: Camino Francés – 888 Kilometer in 88 Stufen. 1. Auflage. Eigenverlag, Saarbrücken 2008, ISBN 978-3-00-024137-6.
- Heidi Beate Strobel: Buen camino, peregrina. Schritte auf dem Jakobsweg. 1. Auflage. Books on Demand, Norderstedt 2005, ISBN 3-8334-3426-0.
- Martin Thull: Achtung Pilger! – Notizen vom Jakobsweg 2000–2007. 1. Auflage. Vier-Türme-Verlag, Münsterschwarzach 2016, ISBN 978-3-7365-0016-7.
- Christian Wittenberg: Lenke meine Füße, Herr. Als Pilger zum „Wahren Jakob“ und ans „Ende der Welt“. 1. Auflage. Verlag Monika Fuchs, Hildesheim 2008, ISBN 978-3-940078-03-2.

### Sprachführer
- Raimund Joos: Kleiner Pilgersprachführer – Spanisch und mehr für den Jakobsweg. 1. Auflage. Conrad Stein Verlag, Welver 2011, ISBN 978-3-86686-914-1.

### Landkarten
- Instituto Geográfico Nacionál (Hrsg.): Santiago en los caminos históricos de la Península Ibérica (1:1.000.000). 1994.
- Centro Nacionál de Informacion Geográfica (Hrsg.): El Camino de Santiago (1:500.000). Madrid (spanisch, Karte mit den Wegen in Nordwestspanien).
- Jakobsweg – Camino de Santiago – Chemin de Saint-Jacques (1:350.000). 1. Auflage. Manfred Zentgraf, Volkach 2003, ISBN 3-928542-54-0 (Nordspanien mit eingezeichnetem Hauptweg Camino francés und komplettem Itinerar).
- Jakobswege in Frankreich – Les Chemins de Saint-Jacques en France – The Ways of St. James in France (1:800.000). 2. Auflage. Manfred Zentgraf, Volkach 2006, ISBN 3-928542-55-9 (Die vier Hauptwege mit komplettem Itinerar und viele Nebenwege sind eingezeichnet.).
- Nordspanien, Jakobsweg (1:350.000). 6. Auflage. Verlagsgruppe Reise Know-How, Bielefeld 2012, ISBN 978-3-8317-7079-3.